# Elencos da Lotto Soudal
A equipa ciclista profissional belga Lotto Soudal tem tido, durante toda a sua história, os seguintes elencos:

## 1985
Lotto-Merckx
| Corredor         | Nascimento | Nacionalidade | Equipa 1984                      |
| Jan Baeyens      | 16-06-1957 | Bélgica       | Tönissteiner-Lotto-Mavic-Pecotex |
| Roger De Cnijf   | 14-04-1956 | Bélgica       | Kwantum Achem-Yoko               |
| Michel Dernies   | 06-01-1961 | Bélgica       | Fangio-Ecoturbo                  |
| Yves Godimus     | 12-01-1960 | Bélgica       | Fangio-Ecoturbo                  |
| Luc Govaerts     | 25-01-1959 | Bélgica       | Europ Decor-Boule d'Or           |
| Paul Haghedooren | 11-10-1959 | Bélgica       | Europ Decor-Boule d'Or           |
| Roger Ilegems    | 13-12-1962 | Bélgica       | Tönissteiner-Lotto-Mavic-Pecotex |
| Jozef Lieckens   | 26-03-1959 | Bélgica       | Safir-Van de Vêem                |
| Eric McKenzie    | 28-08-1958 | Nova Zelândia | Kelme                            |
| Patrick Onnockx  | 15-07-1959 | Bélgica       | Europ Decor-Boule d'Or           |
| Daniel Rossel    | 24-07-1960 | Bélgica       | Tönissteiner-Lotto-Mavic-Pecotex |
| Eddy Schepers    | 12-12-1955 | Bélgica       | Dromedario                       |
| Marc Sergeant    | 16-08-1959 | Bélgica       | Europ Decor-Boule d'Or           |
| Willem Van Eynde | 24-07-1960 | Bélgica       | Splendor-Mondial Moquette        |
| Franky Van Oyen  | 24-04-1962 | Bélgica       | Europ Decor-Boule d'Or           |

## 1986
Lotto-Emerxil-Merckx
| Corredor                | Nascimento | Nacionalidade | Equipa 1985                      |
| Jan Baeyens             | 16-06-1957 | Bélgica       | Lotto-Merckx                     |
| Carlo Bomans            | 10-06-1963 | Bélgica       | Neoprofissional                  |
| Michel Dernies          | 06-01-1961 | Bélgica       | Lotto-Merckx                     |
| Jan Goessens            | 20-10-1962 | Bélgica       | Neoprofissional                  |
| Paul Haghedooren        | 11-10-1959 | Bélgica       | Lotto-Merckx                     |
| Roger Ilegems           | 13-12-1962 | Bélgica       | Lotto-Merckx                     |
| Jozef Lieckens          | 26-03-1959 | Bélgica       | Lotto-Merckx                     |
| André Lurquin           | 27-08-1961 | Bélgica       | Tönissteiner-TW Rock-BASF-Fumaça |
| Rik Mannaerts           | 06-05-1964 | Bélgica       | Neoprofissional                  |
| Eric McKenzie           | 28-08-1958 | Nova Zelândia | Lotto-Merckx                     |
| Jan Nevens              | 26-08-1958 | Bélgica       | Kwantum Achem-Yoko               |
| Patrick Onnockx         | 15-07-1959 | Bélgica       | Lotto-Merckx                     |
| Noël Segers             | 21-12-1959 | Bélgica       | Tönissteiner-TW Rock-BASF-Fumaça |
| Marc Sergeant           | 16-08-1959 | Bélgica       | Lotto-Merckx                     |
| Marc Somers             | 28-06-1961 | Bélgica       | Hitachi-Splendor                 |
| Frank Van De Vijver     | 12-11-1962 | Bélgica       | Neoprofissional                  |
| Geert Van De Walle      | 06-12-1965 | Bélgica       | Neoprofissional                  |
| Willem Van Eynde        | 24-07-1960 | Bélgica       | Lotto-Merckx                     |
| Ronny Van Holen         | 09-03-1959 | Bélgica       | Safir-Van de Vêem                |
| Benjamin Van Itterbeeck | 16-04-1964 | Bélgica       | Neoprofissional                  |
| Franky Van Oyen         | 24-04-1962 | Bélgica       | Lotto-Merckx                     |

## 1987
Lotto-Eddy Merckx
| Corredor                | Nascimento | Nacionalidade | Equipa 1986           |
| Carlo Bomans            | 10-06-1963 | Bélgica       | Lotto-Emerxil-Merckx  |
| Michel Dernies          | 06-01-1961 | Bélgica       | Lotto-Emerxil-Merckx  |
| Jan Goessens            | 20-10-1962 | Bélgica       | Lotto-Emerxil-Merckx  |
| Jozef Lieckens          | 26-03-1959 | Bélgica       | Lotto-Emerxil-Merckx  |
| André Lurquin           | 27-08-1961 | Bélgica       | Lotto-Emerxil-Merckx  |
| Rik Mannaerts           | 06-05-1964 | Bélgica       | Lotto-Emerxil-Merckx  |
| Jan Nevens              | 26-08-1958 | Bélgica       | Lotto-Emerxil-Merckx  |
| Peter Roes              | 04-05-1964 | Bélgica       | Neoprofissional       |
| Marc Sergeant           | 16-08-1959 | Bélgica       | Lotto-Emerxil-Merckx  |
| Frank Van De Vijver     | 12-11-1962 | Bélgica       | Lotto-Emerxil-Merckx  |
| Geert Van De Walle      | 06-12-1965 | Bélgica       | Lotto-Emerxil-Merckx  |
| Willem Van Eynde        | 24-07-1960 | Bélgica       | Lotto-Emerxil-Merckx  |
| Benjamin Van Itterbeeck | 16-04-1964 | Bélgica       | Lotto-Emerxil-Merckx  |
| Koen Vekemans           | 18-11-1966 | Bélgica       | Neoprofissional       |
| Rudy Verdonck           | 07-08-1965 | Bélgica       | Neoprofissional       |
| Willem Wijnant          | 16-07-1961 | Bélgica       | TeVe-Blad-Eddy Merckx |
| Ludwig Willems          | 07-02-1966 | Bélgica       | Neoprofissional       |

## 1988
Lotto
| Corredor                | Nascimento | Nacionalidade | Equipa 1987     |
| Carlo Bomans            | 10-06-1963 | Bélgica       | Lotto-Merckx    |
| Peter De Clercq         | 02-07-1966 | Bélgica       | Neoprofissional |
| Patrick Deneut          | 30-01-1960 | Bélgica       | Lucas-Arkel     |
| Michel Dernies          | 06-01-1961 | Bélgica       | Lotto-Merckx    |
| Jan Goessens            | 20-10-1962 | Bélgica       | Lotto-Merckx    |
| Marc Houdart            | 10-01-1965 | Bélgica       | Neoprofissional |
| André Lurquin           | 27-08-1961 | Bélgica       | Lotto-Merckx    |
| Rik Mannaerts           | 06-05-1964 | Bélgica       | Lotto-Merckx    |
| Patrick Robeet          | 10-10-1964 | Bélgica       | Neoprofissional |
| Peter Roes              | 04-05-1964 | Bélgica       | Lotto-Merckx    |
| Frank Van De Vijver     | 12-11-1962 | Bélgica       | Lotto-Merckx    |
| Willem Van Eynde        | 24-07-1960 | Bélgica       | Lotto-Merckx    |
| Benjamin Van Itterbeeck | 16-04-1964 | Bélgica       | Lotto-Merckx    |
| Koen Vekemans           | 18-11-1966 | Bélgica       | Lotto-Merckx    |
| Rudy Verdonck           | 07-08-1965 | Bélgica       | Lotto-Merckx    |
| Ludwig Willems          | 07-12-1966 | Bélgica       | Lotto-Merckx    |

## 1989
Lotto-Vlaanderen-Jong-Mbk-Merckx
| Corredor                | Nascimento | Nacionalidade | Equipa 1988                |
| Wim Arras               | 07-02-1964 | Bélgica       | PDM-Concorde               |
| Peter De Clercq         | 02-07-1966 | Bélgica       | Lotto                      |
| Dirk Demol              | 04-11-1959 | Bélgica       | ADR-Mini-Flat-Enerday      |
| Patrick Deneut          | 30-01-1960 | Bélgica       | Lotto                      |
| Frank Francken          | 22-05-1964 | Bélgica       | Neoprofissional            |
| André Lurquin           | 27-08-1961 | Bélgica       | Lotto                      |
| Rik Mannaerts           | 06-05-1964 | Bélgica       | Lotto                      |
| Sammie Moreels          | 27-11-1965 | Bélgica       | Neoprofissional            |
| Hendrik Redant          | 01-11-1962 | Bélgica       | Isoglass-EVS-Robland-Galli |
| Peter Roes              | 04-05-1964 | Bélgica       | Lotto                      |
| Guido Van Calster       | 06-02-1952 | Bélgica       | KAS-Canal 10               |
| Frank Van De Vijver     | 12-11-1962 | Bélgica       | Lotto                      |
| Frank Van Den Abeele    | 03-01-1966 | Bélgica       | ADR-Mini-Flat-Enerday      |
| Willem Van Eynde        | 24-07-1960 | Bélgica       | Lotto                      |
| Benjamin Van Itterbeeck | 16-04-1964 | Bélgica       | Lotto                      |
| Koen Vekemans           | 18-11-1966 | Bélgica       | Lotto                      |
| Rudy Verdonck           | 07-08-1965 | Bélgica       | Lotto                      |
| Patrick Verschueren     | 12-09-1962 | Bélgica       | Roland                     |
| Ludwig Willems          | 07-12-1966 | Bélgica       | Lotto                      |

## 1990
Lotto-Superclub
| Corredor                | Nascimento | Nacionalidade | Equipa 1989                      |
| Wim Arras               | 07-02-1964 | Bélgica       | Lotto-Vlaanderen-Jong-Mbk-Merckx |
| Thierry Bock            | 27-12-1966 | Bélgica       | Hitachi                          |
| Bruno Bruyere           | 31-12-1965 | Bélgica       | Hitachi                          |
| Johan Bruyneel          | 23-08-1964 | Bélgica       | S.E.F.B.                         |
| Claude Criquielion      | 11-01-1957 | Bélgica       | Hitachi                          |
| Peter De Clercq         | 02-07-1966 | Bélgica       | Lotto-Vlaanderen-Jong-Mbk-Merckx |
| Dirk Demol              | 04-11-1959 | Bélgica       | Lotto-Vlaanderen-Jong-Mbk-Merckx |
| Patrick Deneut          | 30-01-1960 | Bélgica       | Lotto-Vlaanderen-Jong-Mbk-Merckx |
| Frank Francken          | 22-05-1964 | Bélgica       | Lotto-Vlaanderen-Jong-Mbk-Merckx |
| Jos Haex                | 19-08-1959 | Bélgica       | Hitachi                          |
| Sammie Moreels          | 27-11-1965 | Bélgica       | Lotto-Vlaanderen-Jong-Mbk-Merckx |
| Johan Museeuw           | 13-10-1965 | Bélgica       | ADR-W-Cup-Bottecchia-Coors Light |
| Hendrik Redant          | 01-11-1962 | Bélgica       | Lotto-Vlaanderen-Jong-Mbk-Merckx |
| Peter Roes              | 04-05-1964 | Bélgica       | Lotto-Vlaanderen-Jong-Mbk-Merckx |
| Frank Van Den Abeele    | 03-01-1966 | Bélgica       | Lotto-Vlaanderen-Jong-Mbk-Merckx |
| Willem Van Eynde        | 24-07-1960 | Bélgica       | Lotto-Vlaanderen-Jong-Mbk-Merckx |
| Benjamin Van Itterbeeck | 16-04-1964 | Bélgica       | Lotto-Vlaanderen-Jong-Mbk-Merckx |
| Koen Vekemans           | 18-11-1966 | Bélgica       | Lotto-Vlaanderen-Jong-Mbk-Merckx |
| Rudy Verdonck           | 07-08-1965 | Bélgica       | Lotto-Vlaanderen-Jong-Mbk-Merckx |
| Patrick Verschueren     | 12-09-1962 | Bélgica       | Lotto-Vlaanderen-Jong-Mbk-Merckx |
| Ludwig Willems          | 07-12-1966 | Bélgica       | Lotto-Vlaanderen-Jong-Mbk-Merckx |

Stagiaires

Desde o 1 de agosto, os seguintes corredores passaram a fazer parte da equipa como stagiaires (aprendizes a prova).
| Corredor         | Nascimento | Nacionalidade | Equipa 1990 |
| ---------------- | ---------- | ------------- | ----------- |
| Serge Baguet     | 18-08-1969 | Bélgica       |             |
| Bart Leysen      | 10-02-1969 | Bélgica       |             |
| Fabrice Naessens | 13-12-1968 | Bélgica       |             |

## 1991
Lotto-Super Clube
| Corredor             | Nascimento | Nacionalidade | Equipa 1990       |
| Serge Baguet         | 18-08-1969 | Bélgica       | Lotto-Super Clube |
| Thierry Bock         | 27-12-1966 | Bélgica       | Lotto-Super Clube |
| Johan Bruyneel       | 23-08-1964 | Bélgica       | Lotto-Super Clube |
| Claude Criquielion   | 11-01-1957 | Bélgica       | Lotto-Super Clube |
| Peter De Clercq      | 02-07-1966 | Bélgica       | Lotto-Super Clube |
| Dirk Demol           | 04-11-1959 | Bélgica       | Lotto-Super Clube |
| Patrick Deneut       | 30-01-1960 | Bélgica       | Lotto-Super Clube |
| Jos Haex             | 19-08-1959 | Bélgica       | Lotto-Super Clube |
| Bart Leysen          | 10-02-1969 | Bélgica       | Lotto-Super Clube |
| Sammie Moreels       | 27-11-1965 | Bélgica       | Lotto-Super Clube |
| Johan Museeuw        | 13-10-1965 | Bélgica       | Lotto-Super Clube |
| Fabrice Naessens     | 13-12-1968 | Bélgica       | Lotto-Super Clube |
| Jan Nevens           | 26-08-1959 | Bélgica       | Histor-Sigma      |
| Hendrik Redant       | 01-11-1962 | Bélgica       | Lotto-Super Clube |
| Peter Roes           | 04-05-1964 | Bélgica       | Lotto-Super Clube |
| Frank Van Den Abeele | 03-01-1966 | Bélgica       | Lotto-Super Clube |
| Willem Van Eynde     | 24-07-1960 | Bélgica       | Lotto-Super Clube |
| Rik Van Slycke       | 03-02-1963 | Bélgica       | Histor-Sigma      |
| Patrick Verschueren  | 12-09-1962 | Bélgica       | Lotto-Super Clube |
| Marc Wauters         | 23-02-1969 | Bélgica       | Neoprofissional   |

Stagiaires

Desde o 1 de agosto, os seguintes corredores passaram a fazer parte da equipa como stagiaires (aprendizes a prova).
| Corredor       | Nascimento | Nacionalidade | Equipa 1991 |
| -------------- | ---------- | ------------- | ----------- |
| Pierre Herinne | 09-09-1968 | Bélgica       |             |

## 1992
Lotto-Mavic-MBK
| Corredor             | Nascimento | Nacionalidade | Equipa 1991       |
| Serge Baguet         | 18-08-1969 | Bélgica       | Lotto-Super Clube |
| Peter De Clercq      | 02-07-1966 | Bélgica       | Lotto-Super Clube |
| Dirk Demol           | 04-11-1959 | Bélgica       | Lotto-Super Clube |
| Patrick Deneut       | 30-01-1960 | Bélgica       | Lotto-Super Clube |
| Martial Gayant       | 16-11-1962 | França        | Toshiba           |
| Jos Haex             | 19-08-1959 | Bélgica       | Lotto-Super Clube |
| Stéphane Hennebert   | 02-06-1969 | Bélgica       | Neoprofissional   |
| Pierre Herinne       | 09-09-1968 | Bélgica       | Lotto-Super Clube |
| Bart Leysen          | 10-02-1969 | Bélgica       | Lotto-Super Clube |
| Sammie Moreels       | 27-11-1965 | Bélgica       | Lotto-Super Clube |
| Johan Museeuw        | 13-10-1965 | Bélgica       | Lotto-Super Clube |
| Fabrice Naessens     | 13-12-1968 | Bélgica       | Lotto-Super Clube |
| Jan Nevens           | 26-08-1959 | Bélgica       | Lotto-Super Clube |
| Kurt Onclin          | 16-12-1966 | Bélgica       | Tulip Computers   |
| Hendrik Redant       | 01-11-1962 | Bélgica       | Lotto-Super Clube |
| Peter Roes           | 04-05-1964 | Bélgica       | Lotto-Super Clube |
| Frank Van Den Abeele | 03-01-1966 | Bélgica       | Lotto-Super Clube |
| Rik Van Slycke       | 03-02-1963 | Bélgica       | Lotto-Super Clube |
| Patrick Verschueren  | 12-09-1962 | Bélgica       | Lotto-Super Clube |
| Marc Wauters         | 23-02-1969 | Bélgica       | Lotto-Super Clube |

Stagiaires

Desde o 1 de agosto, os seguintes corredores passaram a fazer parte da equipa como stagiaires (aprendizes à prova).
| Corredor           | Nascimento | Nacionalidade | Equipa 1992 |
| ------------------ | ---------- | ------------- | ----------- |
| Jean-Pierre Dubois | 01-07-1969 | Bélgica       |             |
| Marc Janssens      | 13-11-1968 | Bélgica       |             |
| Michel Vanhaecke   | 24-09-1971 | Bélgica       |             |

## 1993
Lotto
| Corredor             | Nascimento | Nacionalidade | Equipa 1992     |
| Serge Baguet         | 18-08-1969 | Bélgica       | Lotto-Mavic-MBK |
| Mario De Clercq      | 05-03-1966 | Bélgica       | Buckler         |
| Peter De Clercq      | 02-07-1966 | Bélgica       | Lotto-Mavic-MBK |
| Tom Desmet           | 29-11-1969 | Bélgica       | Tulip Computers |
| Jean-Pierre Dubois   | 01-07-1969 | Bélgica       | Lotto-Mavic-MBK |
| Peter Farazijn       | 27-01-1969 | Bélgica       | Team Telekom    |
| Herman Frison        | 16-04-1961 | Bélgica       | Tulip Computers |
| Stéphane Hennebert   | 02-06-1969 | Bélgica       | Lotto-Mavic-MBK |
| Pierre Herinne       | 09-09-1968 | Bélgica       | Lotto-Mavic-MBK |
| Bart Leysen          | 10-02-1969 | Bélgica       | Lotto-Mavic-MBK |
| Wanderley Magalhaes  | 08-10-1966 | Brasil        | Neoprofissional |
| Jan Nevens           | 26-08-1959 | Bélgica       | Lotto-Mavic-MBK |
| Peter Roes           | 04-05-1964 | Bélgica       | Lotto-Mavic-MBK |
| Luc Roosen           | 17-09-1964 | Bélgica       | Tulip Computers |
| Jim Van De Laer      | 11-04-1968 | Bélgica       | Tulip Computers |
| Frank Van Den Abeele | 03-01-1966 | Bélgica       | Lotto-Mavic-MBK |
| Peter Van Petegem    | 18-01-1970 | Bélgica       | PDM-Concorde    |
| Rik Van Slycke       | 03-02-1963 | Bélgica       | Lotto-Mavic-MBK |
| Michel Vanhaecke     | 24-09-1971 | Bélgica       | Lotto-Mavic-MBK |
| Marc Wauters         | 23-02-1969 | Bélgica       | Lotto-Mavic-MBK |

Stagiaires

Desde o 1 de agosto, os seguintes corredores passaram a fazer parte da equipa como stagiaires (aprendizes a prova).
| Corredor            | Nascimento | Nacionalidade | Equipa 1993 |
| ------------------- | ---------- | ------------- | ----------- |
| Nico Mattan         | 17-07-1971 | Bélgica       |             |
| Kurt Van De Wouwer  | 24-09-1971 | Bélgica       |             |
| Frank Vandenbroucke | 06-11-1974 | Bélgica       |             |

## 1994
Lotto
| Corredor             | Nascimento | Nacionalidade | Equipa 1993      |
| Serge Baguet         | 18-08-1969 | Bélgica       | Lotto            |
| Mario De Clercq      | 05-03-1966 | Bélgica       | Lotto            |
| Peter De Clercq      | 02-07-1966 | Bélgica       | Lotto            |
| Tom Desmet           | 29-11-1969 | Bélgica       | Lotto            |
| Peter Farazijn       | 27-01-1969 | Bélgica       | Lotto            |
| Herman Frison        | 16-04-1961 | Bélgica       | Lotto            |
| Stéphane Hennebert   | 02-06-1969 | Bélgica       | Lotto            |
| Pierre Herinne       | 09-09-1968 | Bélgica       | Lotto            |
| Wanderley Magalhaes  | 08-10-1966 | Brasil        | Lotto            |
| Nico Mattan          | 17-07-1971 | Bélgica       | Lotto            |
| Wim Omloop           | 05-10-1971 | Bélgica       | A William-Duvel  |
| Mauro Ribeiro        | 19-06-1964 | Brasil        | Chazal-Vetta-MBK |
| Luc Roosen           | 17-09-1964 | Bélgica       | Lotto            |
| Andréi Chmil         | 22-01-1963 | Bélgica       | GB-MG Maglificio |
| Jim Van De Laer      | 11-04-1968 | Bélgica       | Lotto            |
| Kurt Van De Wouwer   | 24-09-1971 | Bélgica       | Lotto            |
| Frank Van Den Abeele | 03-01-1966 | Bélgica       | Lotto            |
| Frank Vandenbroucke  | 06-11-1974 | Bélgica       | Lotto            |
| Michel Vanhaecke     | 24-09-1971 | Bélgica       | Lotto            |
| Rudy Verdonck        | 07-08-1965 | Bélgica       | Gatorade         |

Stagiaires

Desde o 1 de agosto, os seguintes corredores passaram a fazer parte da equipa como stagiaires (aprendizes a prova).
| Corredor            | Nascimento | Nacionalidade | Equipa 1994 |
| ------------------- | ---------- | ------------- | ----------- |
| Giovanni Cornette   | 27-08-1971 | Bélgica       |             |
| Sébastien Demarbaix | 19-12-1973 | Bélgica       |             |
| Robbie Vandaele     | 24-04-1972 | Bélgica       |             |

## 1995
Lotto-Isoglass
| Corredor            | Nascimento | Nacionalidade | Equipa 1994                 |
| ------------------- | ---------- | ------------- | --------------------------- |
| Serge Baguet        | 18-08-1969 | Bélgica       | Lotto                       |
| Frank Corvers       | 12-11-1969 | Bélgica       | Collstrop-Willy Naessens    |
| Mario De Clercq     | 05-03-1966 | Bélgica       | Lotto                       |
| Peter De Clercq     | 02-07-1966 | Bélgica       | Lotto                       |
| Peter Farazijn      | 27-01-1969 | Bélgica       | Lotto                       |
| Denis Francois      | 28-06-1971 | Bélgica       | Neoprofissional             |
| Herman Frison       | 16-04-1961 | Bélgica       | Lotto                       |
| Nico Mattan         | 17-07-1971 | Bélgica       | Lotto                       |
| Sammie Moreels      | 27-11-1965 | Bélgica       | WordPerfect                 |
| Wilfried Nelissen   | 05-05-1970 | Bélgica       | Novemail-Histor             |
| Marc Sergeant       | 16-08-1959 | Bélgica       | Novemail-Histor             |
| Scott Sunderland    | 28-11-1966 | Nova Zelândia | TVM-Bison Kit               |
| Andrei Tchmil       | 22-01-1963 | Bélgica       | Lotto                       |
| Kurt Van De Wouwer  | 24-09-1971 | Bélgica       | Lotto                       |
| Paul Van Hyfte      | 19-01-1972 | Bélgica       | Vlaanderen 2002-Eddy Merckx |
| Frank Vandenbroucke | 06-11-1974 | Bélgica       | Lotto                       |
| Rudy Verdonck       | 07-08-1965 | Bélgica       | Lotto                       |

Stagiaires

Desde o 1 de agosto, os seguintes corredores passaram a fazer parte da equipa como stagiaires (aprendizes a prova).
| Corredor             | Nascimento | Nacionalidade | Equipa 1995 |
| -------------------- | ---------- | ------------- | ----------- |
| Christophe Detilloux | 03-05-1974 | Bélgica       |             |
| Dirk d'Haemers       | 08-01-1975 | Bélgica       |             |
| Geert Verdeyen       | 15-08-1973 | Bélgica       |             |

## 1996
Lotto
| Corredor             | Nascimento | Nacionalidade | Equipa 1995      |
| -------------------- | ---------- | ------------- | ---------------- |
| Gilles Bouvard       | 30-10-1969 | França        | Collstrop-Lystex |
| Tony Bracke          | 15-12-1971 | Bélgica       | Neoprofissional  |
| Frank Corvers        | 12-11-1969 | Bélgica       | Lotto-Isoglass   |
| Sébastien Demarbaix  | 19-12-1973 | Bélgica       | Neoprofissional  |
| Christophe Detilloux | 03-05-1974 | Bélgica       | Lotto-Isoglass   |
| Peter Farazijn       | 27-01-1969 | Bélgica       | Lotto-Isoglass   |
| Thomas Fleischer     | 20-02-1971 | Alemanha      | Collstrop-Lystex |
| Herman Frison        | 16-04-1961 | Bélgica       | Lotto-Isoglass   |
| Oleg Kozlitin        | 22-02-1969 | Cazaquistão   | Le Groupement    |
| Nico Mattan          | 17-07-1971 | Bélgica       | Lotto-Isoglass   |
| Wilfried Nelissen    | 05-05-1970 | Bélgica       | Lotto-Isoglass   |
| Marc Sergeant        | 16-08-1959 | Bélgica       | Lotto-Isoglass   |
| Scott Sunderland     | 28-11-1966 | Nova Zelândia | Lotto-Isoglass   |
| Andrei Tchmil        | 22-01-1963 | Bélgica       | Lotto-Isoglass   |
| Kurt Van De Wouwer   | 24-09-1971 | Bélgica       | Lotto-Isoglass   |
| Paul Van Hyfte       | 19-01-1972 | Bélgica       | Lotto-Isoglass   |
| Peter Verbeken       | 15-04-1966 | Bélgica       | Collstrop-Lystex |
| Rik Verbrugghe       | 23-07-1974 | Bélgica       | Neoprofissional  |
| Marc Wauters         | 23-02-1969 | Bélgica       | Novell           |

Stagiaires

Desde o 1 de agosto, os seguintes corredores passaram a fazer parte da equipa como stagiaires (aprendizes a prova).
| Corredor                 | Nascimento | Nacionalidade | Equipa 1996 |
| ------------------------ | ---------- | ------------- | ----------- |
| Fabien De Waele          | 19-07-1975 | Bélgica       |             |
| Kristof Trouvé           | 11-08-1976 | Bélgica       |             |
| Jean-Denis Vandenbroucke | 11-10-1976 | Bélgica       |             |

## 1997
Lotto-Mobistar-Isoglass
| Corredor                 | Nascimento | Nacionalidade | Equipa 1996                 |
| ------------------------ | ---------- | ------------- | --------------------------- |
| Djamolidine Abdoujaparov | 28-02-1964 | Uzbequistão   | Refin-Mobilvetta            |
| Fabien De Waele          | 19-07-1975 | Bélgica       | Lotto                       |
| Steve De Wolf            | 31-08-1975 | Bélgica       | Neoprofissional             |
| Sébastien Demarbaix      | 19-12-1973 | Bélgica       | Lotto                       |
| Christophe Detilloux     | 03-05-1974 | Bélgica       | Lotto                       |
| Niko Eeckhout            | 16-12-1970 | Bélgica       | Collstrop-Lystex            |
| Peter Farazijn           | 27-01-1969 | Bélgica       | Lotto                       |
| Wim Feys                 | 16-12-1971 | Bélgica       | Vlaanderen 2002-Eddy Merckx |
| Thomas Fleischer         | 20-02-1971 | Alemanha      | Lotto                       |
| Laurent Madouas          | 08-02-1967 | França        | Motorola                    |
| Chris Peers              | 03-03-1970 | Bélgica       | Lotto                       |
| Jo Planckaert            | 16-12-1970 | Bélgica       | Refin-Mobilvetta            |
| Benoit Salmon            | 09-05-1974 | França        | Collstrop-Lystex            |
| Andrei Tchmil            | 22-01-1963 | Bélgica       | Lotto                       |
| Andrei Teteriouk         | 20-09-1967 | Cazaquistão   | Aki-Gipiemme                |
| Paul Van Hyfte           | 19-01-1972 | Bélgica       | Lotto                       |
| Rik Verbrugghe           | 23-07-1974 | Bélgica       | Lotto                       |
| Marc Wauters             | 23-02-1969 | Bélgica       | Lotto                       |
| Ludwig Willems           | 07-02-1966 | Bélgica       | Mapei-GB                    |

Stagiaires

Desde o 1 de agosto, os seguintes corredores passaram a fazer parte da equipa como stagiaires (aprendizes a prova).
| Corredor                 | Nascimento | Nacionalidade | Equipa 1997 |
| ------------------------ | ---------- | ------------- | ----------- |
| Ludovic Capelle          | 27-02-1976 | Bélgica       |             |
| Wim Heselmans            | 23-04-1977 | Bélgica       |             |
| Jean-Denis Vandenbroucke | 11-10-1976 | Bélgica       |             |

## 1998
Lotto-Mobistar
| Corredor                 | Nascimento | Nacionalidade | Equipa 1997                 |
| ------------------------ | ---------- | ------------- | --------------------------- |
| Mario Aerts              | 31-12-1974 | Bélgica       | Vlaanderen 2002-Eddy Merckx |
| Fabien De Waele          | 19-07-1975 | Bélgica       | Lotto-Mobistar-Isoglass     |
| Steve De Wolf            | 31-08-1975 | Bélgica       | Lotto-Mobistar-Isoglass     |
| Christophe Detilloux     | 03-05-1974 | Bélgica       | Lotto-Mobistar-Isoglass     |
| Ludo Dierckxsens         | 14-10-1964 | Bélgica       | Tönissteiner-Colnago        |
| Niko Eeckhout            | 16-12-1970 | Bélgica       | Lotto-Mobistar-Isoglass     |
| Peter Farazijn           | 27-01-1969 | Bélgica       | Lotto-Mobistar-Isoglass     |
| Wim Feys                 | 16-12-1971 | Bélgica       | Lotto-Mobistar-Isoglass     |
| Joona Laukka             | 30-06-1972 | Finlândia     | Festina-Lotus               |
| Laurent Madouas          | 08-02-1967 | França        | Lotto-Mobistar-Isoglass     |
| Thierry Marichal         | 13-06-1973 | Bélgica       | Cédico-Ville de Charleroi   |
| Chris Peers              | 03-03-1970 | Bélgica       | Lotto-Mobistar-Isoglass     |
| Jo Planckaert            | 16-12-1970 | Bélgica       | Lotto-Mobistar-Isoglass     |
| Andrei Tchmil            | 22-01-1963 | Bélgica       | Lotto-Mobistar-Isoglass     |
| Andrei Teteriouk         | 20-09-1967 | Cazaquistão   | Lotto-Mobistar-Isoglass     |
| Kurt Van De Wouwer       | 24-09-1971 | Bélgica       | Vlaanderen 2002-Eddy Merckx |
| Paul Van Hyfte           | 19-01-1972 | Bélgica       | Lotto-Mobistar-Isoglass     |
| Jean-Denis Vandenbroucke | 11-10-1976 | Bélgica       | Lotto-Mobistar-Isoglass     |
| Rik Verbrugghe           | 23-07-1974 | Bélgica       | Lotto-Mobistar-Isoglass     |
| Geert Verheyen           | 10-03-1973 | Bélgica       | Vlaanderen 2002-Eddy Merckx |
| Ludwig Willems           | 07-02-1966 | Bélgica       | Lotto-Mobistar-Isoglass     |

## 1999
Lotto-Mobistar
| Corredor                 | Nascimento | Nacionalidade | Equipa 1998                    |
| ------------------------ | ---------- | ------------- | ------------------------------ |
| Mario Aerts              | 31-12-1974 | Bélgica       | Lotto-Mobistar                 |
| Koen Beeckman            | 02-09-1973 | Bélgica       | Ipso-Euroclean                 |
| Fabien De Waele          | 19-07-1975 | Bélgica       | Lotto-Mobistar                 |
| Sébastien Demarbaix      | 19-12-1973 | Bélgica       | Home Market-Ville de Charleroi |
| Christophe Detilloux     | 03-05-1974 | Bélgica       | Lotto-Mobistar                 |
| Jacky Durand             | 10-02-1967 | França        | Casino-Ag2r                    |
| Wim Feys                 | 16-12-1971 | Bélgica       | Lotto-Mobistar                 |
| Thierry Laurent          | 13-09-1966 | França        | Festina-Lotus                  |
| Manu Lhoir               | 24-07-1975 | Bélgica       | Neoprofissional                |
| Thierry Marichal         | 13-06-1973 | Bélgica       | Lotto-Mobistar                 |
| Chris Peers              | 03-03-1970 | Bélgica       | Lotto-Mobistar                 |
| Jo Planckaert            | 16-12-1970 | Bélgica       | Lotto-Mobistar                 |
| Andrei Tchmil            | 22-01-1963 | Bélgica       | Lotto-Mobistar                 |
| Kurt Van De Wouwer       | 24-09-1971 | Bélgica       | Lotto-Mobistar                 |
| Paul Van Hyfte           | 19-01-1972 | Bélgica       | Lotto-Mobistar                 |
| Jean-Denis Vandenbroucke | 11-10-1976 | Bélgica       | Lotto-Mobistar                 |
| Rik Verbrugghe           | 23-07-1974 | Bélgica       | Lotto-Mobistar                 |
| Geert Verheyen           | 10-03-1973 | Bélgica       | Lotto-Mobistar                 |
| Peter Wuyts              | 24-02-1973 | Bélgica       | Vlaanderen 2002-Eddy Merckx    |

## 2000
Lotto-Adecco
| Corredor             | Nascimento | Nacionalidade | Equipa 1999                 |
| -------------------- | ---------- | ------------- | --------------------------- |
| Mario Aerts          | 31-12-1974 | Bélgica       | Lotto-Mobistar              |
| Serge Baguet         | 18-08-1969 | Bélgica       | Neoprofissional             |
| Koen Beeckman        | 02-09-1973 | Bélgica       | Lotto-Mobistar              |
| Glenn D'Hollander    | 28-12-1974 | Bélgica       | Vlaanderen 2002-Eddy Merckx |
| Fabien De Waele      | 19-07-1975 | Bélgica       | Lotto-Mobistar              |
| Sébastien Demarbaix  | 19-12-1973 | Bélgica       | Lotto-Mobistar              |
| Christophe Detilloux | 03-05-1974 | Bélgica       | Lotto-Mobistar              |
| Jacky Durand         | 10-02-1967 | França        | Lotto-Mobistar              |
| Wim Heselmans        | 23-04-1977 | Bélgica       | Agro-Adler-Brandenburg      |
| Manu Lhoir           | 24-07-1975 | Bélgica       | Lotto-Mobistar              |
| Thierry Marichal     | 13-06-1973 | Bélgica       | Lotto-Mobistar              |
| Andrei Tchmil        | 22-01-1963 | Bélgica       | Lotto-Mobistar              |
| Kurt Van De Wouwer   | 24-09-1971 | Bélgica       | Lotto-Mobistar              |
| Paul Van Hyfte       | 19-01-1972 | Bélgica       | Lotto-Mobistar              |
| Kurt Van Lancker     | 20-09-1971 | Bélgica       | Vlaanderen 2002-Eddy Merckx |
| Rik Verbrugghe       | 23-07-1974 | Bélgica       | Lotto-Mobistar              |
| Geert Verheyen       | 10-03-1973 | Bélgica       | Lotto-Mobistar              |
| Peter Wuyts          | 24-02-1973 | Bélgica       | Lotto-Mobistar              |

Stagiaires

Desde o 1 de agosto, os seguintes corredores passaram a fazer parte da equipa como stagiaires (aprendizes a prova).
| Corredor              | Nascimento | Nacionalidade | Equipa 2000 |
| --------------------- | ---------- | ------------- | ----------- |
| Gorik Gardeyn         | 17-03-1980 | Bélgica       |             |
| Wesley Van Speybroeck | 18-05-1978 | Bélgica       |             |
| Ief Verbrugghe        | 25-07-1975 | Bélgica       |             |

## 2001
Lotto-Adecco
| Corredor              | Nascimento | Nacionalidade | Equipa 2000                            |
| --------------------- | ---------- | ------------- | -------------------------------------- |
| Mario Aerts           | 31-12-1974 | Bélgica       | Lotto-Adecco                           |
| Serge Baguet          | 18-08-1969 | Bélgica       | Lotto-Adecco                           |
| Jeroen Blijlevens     | 19-12-1971 | Países Baixos | Team Polti                             |
| Tayeb Braikia         | 08-03-1974 | Dinamarca     | Linda McCartney Racing Team            |
| Christophe Brandt     | 06-05-1977 | Bélgica       | Saeco Macchine per Caffé-Valli & Valli |
| Glenn D'Hollander     | 28-12-1974 | Bélgica       | Lotto-Adecco                           |
| Hans De Clercq        | 03-03-1969 | Bélgica       | Palmans-Ideal                          |
| Fabien De Waele       | 19-07-1975 | Bélgica       | Lotto-Adecco                           |
| Niko Eeckhout         | 16-12-1970 | Bélgica       | Palmans-Ideal                          |
| Gorik Gardeyn         | 17-03-1980 | Bélgica       | Lotto-Adecco                           |
| Thierry Marichal      | 13-06-1973 | Bélgica       | Lotto-Adecco                           |
| Guennadi Mikhailov    | 08-02-1974 | Rússia        | Farm Frites                            |
| Roel Paulissen        | 27-04-1976 | Bélgica       | Rainer-Wurz-Sud Tirol                  |
| Andrei Tchmil         | 22-01-1963 | Bélgica       | Lotto-Adecco                           |
| Kurt Van De Wouwer    | 24-09-1971 | Bélgica       | Lotto-Adecco                           |
| Hendrik Van Dyck      | 05-02-1974 | Bélgica       | Palmans-Ideal                          |
| Fulco van Gulik       | 01-08-1979 | Países Baixos | Neoprofissional                        |
| Paul Van Hyfte        | 19-01-1972 | Bélgica       | Lotto-Adecco                           |
| Kurt Van Lancker      | 20-09-1971 | Bélgica       | Lotto-Adecco                           |
| Wesley Van Speybroeck | 18-05-1978 | Bélgica       | Lotto-Adecco                           |
| Ief Verbrugghe        | 25-07-1975 | Bélgica       | Lotto-Adecco                           |
| Rik Verbrugghe        | 23-07-1974 | Bélgica       | Lotto-Adecco                           |
| Stive Vermaut         | 22-10-1975 | Bélgica       | US Postal Service                      |

Stagiaires

Desde o 1 de agosto, os seguintes corredores passaram a fazer parte da equipa como stagiaires (aprendizes a prova).
| Corredor          | Nascimento | Nacionalidade | Equipa 2001 |
| ----------------- | ---------- | ------------- | ----------- |
| Frédéric Amorison | 16-02-1978 | Bélgica       |             |
| Wim Van Huffel    | 28-05-1979 | Bélgica       |             |
| Kevin Van Impe    | 19-04-1981 | Bélgica       |             |

## 2002
Lotto-Adecco
| Corredor              | Nascimento | Nacionalidade | Equipa 2001              |
| --------------------- | ---------- | ------------- | ------------------------ |
| Mario Aerts           | 31-12-1974 | Bélgica       | Lotto-Adecco             |
| Frédéric Amorison     | 16-02-1978 | Bélgica       | Lotto-Adecco             |
| Serge Baguet          | 18-08-1969 | Bélgica       | Lotto-Adecco             |
| Tayeb Braikia         | 08-03-1974 | Dinamarca     | Lotto-Adecco             |
| Christophe Brandt     | 06-05-1977 | Bélgica       | Lotto-Adecco             |
| Glenn D'Hollander     | 28-12-1974 | Bélgica       | Lotto-Adecco             |
| Hans De Clercq        | 03-03-1969 | Bélgica       | Lotto-Adecco             |
| Christophe Detilloux  | 03-05-1974 | Bélgica       | Collstrop-Palmans        |
| Niko Eeckhout         | 16-12-1970 | Bélgica       | Lotto-Adecco             |
| Gorik Gardeyn         | 17-03-1980 | Bélgica       | Lotto-Adecco             |
| Thierry Marichal      | 13-06-1973 | Bélgica       | Lotto-Adecco             |
| Robbie McEwen         | 24-06-1972 | Austrália     | Domo-Farm Frites-Latexco |
| Guennadi Mikhailov    | 08-02-1974 | Rússia        | Lotto-Adecco             |
| Tom Stremersch        | 29-05-1975 | Bélgica       | Vlaanderen-T-Interim     |
| Andrei Tchmil         | 22-01-1963 | Bélgica       | Lotto-Adecco             |
| Kurt Van De Wouwer    | 24-09-1971 | Bélgica       | Lotto-Adecco             |
| Stefan van Dijk       | 22-01-1976 | Países Baixos | Bankgiroloterij-Batavus  |
| Fulco van Gulik       | 01-08-1979 | Países Baixos | Lotto-Adecco             |
| Kevin Van Impe        | 19-04-1981 | Bélgica       | Lotto-Adecco             |
| Kurt Van Lancker      | 20-09-1971 | Bélgica       | Lotto-Adecco             |
| Peter Van Petegem     | 18-01-1970 | Bélgica       | Collstrop-Palmans        |
| Wesley Van Speybroeck | 18-05-1978 | Bélgica       | Lotto-Adecco             |
| Ief Verbrugghe        | 25-07-1975 | Bélgica       | Lotto-Adecco             |
| Rik Verbrugghe        | 23-07-1974 | Bélgica       | Lotto-Adecco             |
| Stive Vermaut         | 22-10-1975 | Bélgica       | Lotto-Adecco             |
| Aart Vierhouten       | 19-03-1970 | Países Baixos | Rabobank                 |

Stagiaires

Desde o 1 de agosto, os seguintes corredores passaram a fazer parte da equipa como stagiaires (aprendizes a prova).
| Corredor                | Nascimento | Nacionalidade | Equipa 2002 |
| ----------------------- | ---------- | ------------- | ----------- |
| Steven Caethoven        | 09-05-1981 | Bélgica       |             |
| Kevin D'Haese           | 06-09-1980 | Bélgica       |             |
| Kevin Van der Slagmolen | 11-05-1980 | Bélgica       |             |

## 2003
Lotto-Domo
| Corredor             | Nascimento | Nacionalidade | Equipa 2002       |
| -------------------- | ---------- | ------------- | ----------------- |
| Serge Baguet         | 18-08-1969 | Bélgica       | Lotto-Adecco      |
| Christophe Brandt    | 06-05-1977 | Bélgica       | Lotto-Adecco      |
| Glenn D'Hollander    | 28-12-1974 | Bélgica       | Lotto-Adecco      |
| Hans De Clercq       | 03-03-1969 | Bélgica       | Lotto-Adecco      |
| Christophe Detilloux | 03-05-1974 | Bélgica       | Lotto-Adecco      |
| Niko Eeckhout        | 16-12-1970 | Bélgica       | Lotto-Adecco      |
| Gorik Gardeyn        | 17-03-1980 | Bélgica       | Lotto-Adecco      |
| Nick Gates           | 01-03-1972 | Austrália     | Team Wiesenhof    |
| Leif Hoste           | 17-07-1977 | Bélgica       | Domo-Farm Frites  |
| Thierry Marichal     | 13-06-1973 | Bélgica       | Lotto-Adecco      |
| Robbie McEwen        | 24-06-1972 | Austrália     | Lotto-Adecco      |
| Axel Merckx          | 03-08-1972 | Bélgica       | Domo-Farm Frites  |
| Koos Moerenhout      | 05-11-1973 | Países Baixos | Domo-Farm Frites  |
| Gert Steegmans       | 30-09-1980 | Bélgica       | Neoprofissional   |
| Leon van Bon         | 28-01-1972 | Países Baixos | Domo-Farm Frites  |
| Stefan van Dijk      | 22-01-1976 | Países Baixos | Lotto-Adecco      |
| Kevin Van Impe       | 19-04-1981 | Bélgica       | Lotto-Adecco      |
| Peter Van Petegem    | 18-01-1970 | Bélgica       | Lotto-Adecco      |
| Wim Vansevenant      | 23-12-1971 | Bélgica       | Palmans-Collstrop |
| Ief Verbrugghe       | 25-07-1975 | Bélgica       | Lotto-Adecco      |
| Rik Verbrugghe       | 23-07-1974 | Bélgica       | Lotto-Adecco      |
| Aart Vierhouten      | 19-03-1970 | Países Baixos | Lotto-Adecco      |

## 2004
Lotto-Domo
| Nome                 | Nascimento | Nacionalidade | Equipa 2003          |
| Serge Baguet         | 18/08/1969 | Bélgica       | Lotto-Domo           |
| Christophe Brandt    | 06/05/1977 | Bélgica       | Lotto-Domo           |
| Glenn D'Hollander    | 28/12/1974 | Bélgica       | Lotto-Domo           |
| Hans De Clercq       | 03/03/1969 | Bélgica       | Lotto-Domo           |
| Christophe Detilloux | 03/05/1974 | Bélgica       | Lotto-Domo           |
| Nico Eeckhout        | 16/12/1974 | Bélgica       | Lotto-Domo           |
| Gorik Gardeyn        | 17/03/1980 | Bélgica       | Lotto-Domo           |
| Nick Gates           | 10/03/1972 | Austrália     | Lotto-Domo           |
| Leif Hoste           | 17/07/1977 | Bélgica       | Lotto-Domo           |
| Thierry Marichal     | 13/06/1973 | Bélgica       | Lotto-Domo           |
| Robbie McEwen        | 24/06/1972 | Austrália     | Lotto-Domo           |
| Axel Merckx          | 08/08/1972 | Bélgica       | Lotto-Domo           |
| Koos Moerenhout      | 05/11/1973 | Países Baixos | Lotto-Domo           |
| Gert Steegmans       | 30/09/1980 | Bélgica       | Lotto-Domo           |
| Léon van Bon         | 28/01/1972 | Países Baixos | Lotto-Domo           |
| Stefan Van Dijk      | 22/01/1976 | Países Baixos | Lotto-Domo           |
| Kevin Van Impe       | 19/04/1981 | Bélgica       | Lotto-Domo           |
| Peter Van Petegem    | 18/01/1970 | Bélgica       | Lotto-Domo           |
| Wim Vansevenant      | 23/12/1971 | Bélgica       | Lotto-Domo           |
| Ief Verbrugghe       | 25/07/1975 | Bélgica       | Lotto-Domo           |
| Rik Verbrugghe       | 23.07.1974 | Bélgica       | Lotto-Domo           |
| Piotr Wadecki        | 11/02/1973 | Polónia       | Quick Step-Davitamon |

## 2005
Davitamon-Lotto
| Nome              | Nascimento | Nacionalidade  | Equipa 2004                 |
| Mario Aerts       | 31/12/1974 | Bélgica        | T-Mobile                    |
| Frédéric Amorison | 16/02/1978 | Bélgica        | Quick Step-Davitamon        |
| Mauricio Ardila   | 21/05/1979 | Colômbia       | Chocolade Jacques-T-Interim |
| Serge Baguet      | 18/08/1969 | Bélgica        | Lotto-Domo                  |
| Christophe Brandt | 06/05/1977 | Bélgica        | Lotto-Domo                  |
| Wim De Vocht      | 29/04/1982 | Bélgica        | Relax Bodysol               |
| Bart Dockx        | 02/09/1981 | Bélgica        | Relax Bodysol               |
| Cadel Evans       | 14/02/1977 | Austrália      | T-Mobile                    |
| Nick Gates        | 10/03/1972 | Austrália      | Lotto-Domo                  |
| Jan Kuyckx        | 20/05/1979 | Bélgica        | VLA                         |
| Björn Leukemans   | 01/07/1977 | Bélgica        | Mrbookmaker.com             |
| Nico Mattan       | 17/07/1971 | Bélgica        | Relax Bodysol               |
| Robbie McEwen     | 24/06/1972 | Austrália      | Lotto-Domo                  |
| Axel Merckx       | 08/08/1972 | Bélgica        | Lotto-Domo                  |
| Koos Moerenhout   | 05/11/1973 | Países Baixos  | Lotto-Domo                  |
| Fred Rodríguez    | 03/09/1973 | Estados Unidos | Acqua & Sapone              |
| Bert Roesems      | 14/10/1972 | Bélgica        | Relax Bodysol               |
| Gert Steegmans    | 30/09/1980 | Bélgica        | Lotto-Domo                  |
| Tom Steels        | 02/09/1971 | Bélgica        | Landbouwkrediet             |
| Léon van Bon      | 28/01/1972 | Países Baixos  | Lotto-Domo                  |
| Preben Van Hecke  | 09/07/1982 | Bélgica        | Relax Bodysol               |
| Wim Van Huffel    | 28/05/1979 | Bélgica        | VLA                         |
| Peter Van Petegem | 18/01/1970 | Bélgica        | Lotto-Domo                  |
| Johan Vansummeren | 04/02/1981 | Bélgica        | Relax Bodysol               |
| Wim Vansevenant   | 23/12/1971 | Bélgica        | Lotto-Domo                  |
| Aart Vierhouten   | 19/03/1970 | Países Baixos  | Lotto-Domo                  |
| Henk Vogels       | 31/07/1973 | Austrália      | Navigators                  |

Stagiaires

Desde o 1 de agosto, os seguintes corredores passaram a fazer parte da equipa como stagiaires (aprendizes a prova).
| Corredor         | Nascimento | Nacionalidade | Equipa 2005 |
| ---------------- | ---------- | ------------- | ----------- |
| Jonathan Henrion | 27-04-1982 | Bélgica       |             |
| Gianni Meersman  | 05-12-1985 | Bélgica       |             |

## 2006
Davitamon-Lotto
| Nome               | Nascimento | Nacionalidade  | Equipa 2005                          |
| Mario Aerts        | 31/12/1974 | Bélgica        | Davitamon-Lotto                      |
| Christophe Brandt  | 06/05/1977 | Bélgica        | Davitamon-Lotto                      |
| Wim De Vocht       | 29/04/1982 | Bélgica        | Davitamon-Lotto                      |
| Bart Dockx         | 02/09/1981 | Bélgica        | Davitamon-Lotto                      |
| Cadel Evans        | 14/02/1977 | Austrália      | Davitamon-Lotto                      |
| Nick Gates         | 10/03/1972 | Austrália      | Davitamon-Lotto                      |
| Christopher Horner | 23/10/1971 | Estados Unidos | Saunier Duval-Prodir                 |
| Nick Ingels        | 02/09/1984 | Bélgica        | Bodysol-Win for Life-Jong Vlaanderen |
| Josep Jufré        | 05/08/1975 | Espanha        | Relax-Fuenlabrada                    |
| Olivier Kaisen     | 30/04/1983 | Bélgica        | R.A.G.T. Semences                    |
| Jan Kuyckx         | 20/05/1979 | Bélgica        | Davitamon-Lotto                      |
| Björn Leukemans    | 01/07/1977 | Bélgica        | Davitamon-Lotto                      |
| Nico Mattan        | 17/07/1971 | Bélgica        | Davitamon-Lotto                      |
| Robbie McEwen      | 24/06/1972 | Austrália      | Davitamon-Lotto                      |
| Pieter Mertens     | 28/08/1980 | Bélgica        | Chocolade Jacques-T-Interim          |
| Fred Rodríguez     | 03/09/1973 | Estados Unidos | Davitamon-Lotto                      |
| Bert Roesems       | 14/10/1972 | Bélgica        | Davitamon-Lotto                      |
| Gert Steegmans     | 30/09/1980 | Bélgica        | Davitamon-Lotto                      |
| Tom Steels         | 02/09/1971 | Bélgica        | Davitamon-Lotto                      |
| Léon van Bon       | 28/01/1972 | Países Baixos  | Davitamon-Lotto                      |
| Preben Van Hecke   | 09/07/1982 | Bélgica        | Davitamon-Lotto                      |
| Wim Van Huffel     | 28/05/1979 | Bélgica        | Davitamon-Lotto                      |
| Peter Van Petegem  | 18/01/1970 | Bélgica        | Davitamon-Lotto                      |
| Johan Vansummeren  | 04/02/1981 | Bélgica        | Davitamon-Lotto                      |
| Wim Vansevenant    | 23/12/1971 | Bélgica        | Davitamon-Lotto                      |
| Henk Vogels        | 31/07/1973 | Austrália      | Davitamon-Lotto                      |

Stagiaires

Desde o 1 de agosto, os seguintes corredores passaram a fazer parte da equipa como stagiaires (aprendizes a prova).
| Corredor           | Nascimento | Nacionalidade | Equipa 2006 |
| ------------------ | ---------- | ------------- | ----------- |
| Dries Devenyns     | 22-07-1983 | Bélgica       |             |
| Steve Schets       | 20-04-1984 | Bélgica       |             |
| Kenny Van Braeckel | 12-11-1983 | Bélgica       |             |

## 2007

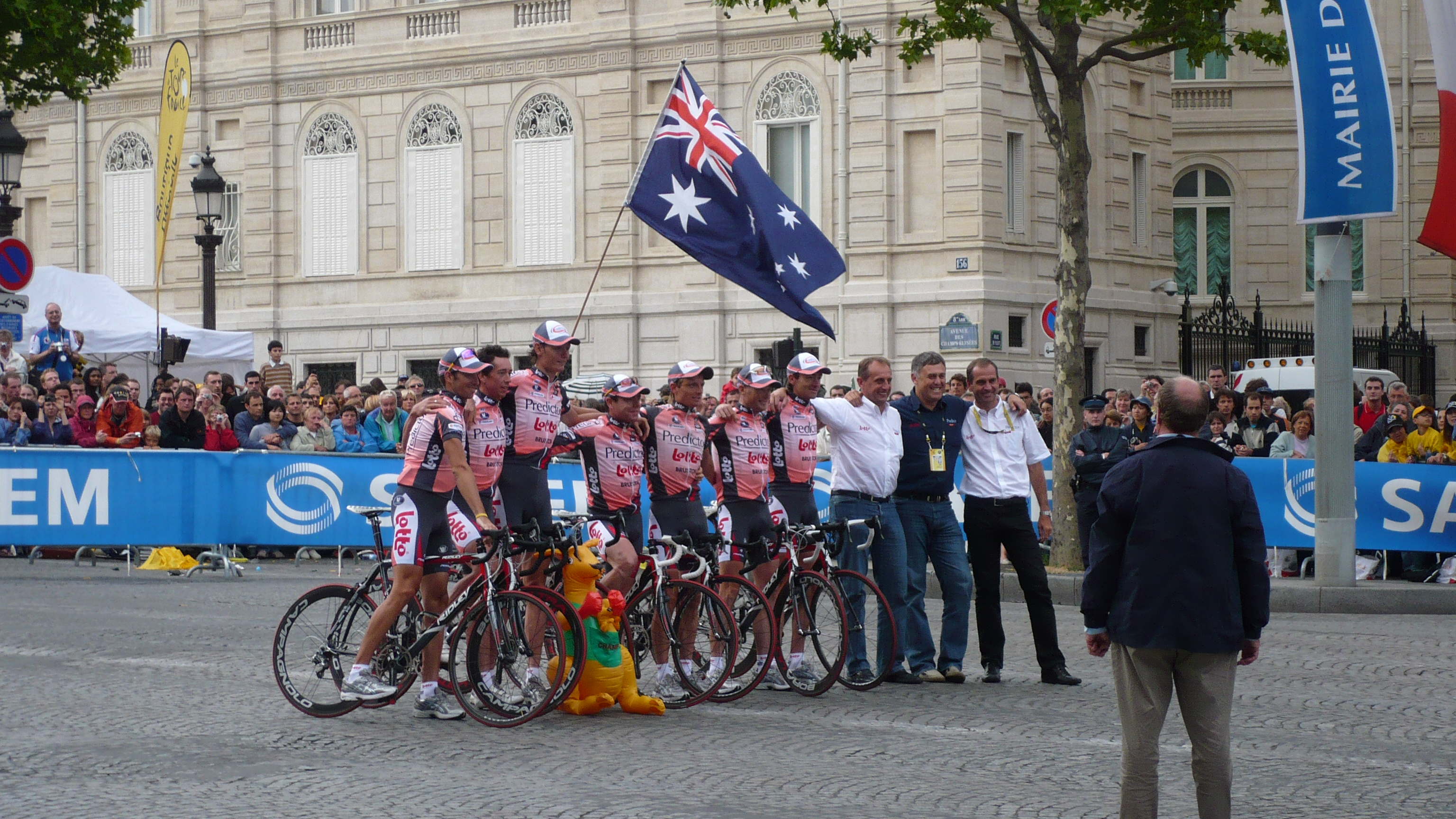
A equipa nos Campos Elíseos ao finalizar o Tour de France de 2007

Predictor-Lotto
| Nome                  | Nascimento | Nacionalidade  | Equipa 2006                  |
| Mario Aerts           | 31.12.1974 | Bélgica        | Davitamon-Lotto              |
| Christophe Brandt     | 06.05.1977 | Bélgica        | Davitamon-Lotto              |
| Darío Cioni           | 02.12.1974 | Itália         | Liquigas                     |
| Dominique Cornu       | 10.10.1985 | Bélgica        | (estreia como profissional)  |
| Wim De Vocht          | 29.04.1982 | Bélgica        | Davitamon-Lotto              |
| Dries Devenyns        | 22.07.1983 | Bélgica        | Davitamon-Lotto              |
| Bart Dockx            | 02.09.1981 | Bélgica        | Davitamon-Lotto              |
| Cadel Evans           | 14.02.1977 | Austrália      | Davitamon-Lotto              |
| Nick Gates            | 10.03.1972 | Austrália      | Davitamon-Lotto              |
| Christopher Horner    | 23.10.1971 | Estados Unidos | Davitamon-Lotto              |
| Leif Hoste            | 17.07.1977 | Bélgica        | Discovery Channel            |
| Nick Ingels           | 02.09.1984 | Bélgica        | Davitamon-Lotto              |
| Josep Jufré           | 05.08.1975 | Espanha        | Davitamon-Lotto              |
| Olivier Kaisen        | 30.04.1983 | Bélgica        | Davitamon-Lotto              |
| Björn Leukemans       | 01.07.1977 | Bélgica        | Davitamon-Lotto              |
| Matthew Lloyd         | 24.05.1983 | Austrália      | (estreiaa como profissional) |
| Robbie McEwen         | 24.06.1972 | Austrália      | Davitamon-Lotto              |
| Pieter Mertens        | 28.08.1980 | Bélgica        | Davitamon-Lotto              |
| Fred Rodríguez        | 03.09.1973 | Estados Unidos | Davitamon-Lotto              |
| Bert Roesems          | 14.10.1972 | Bélgica        | Davitamon-Lotto              |
| Roy Sentjens          | 15.12.1980 | Bélgica        | Rabobank                     |
| Tom Steels            | 02.09.1971 | Bélgica        | Davitamon-Lotto              |
| Geert Steurs          | 24.09.1981 | Bélgica        | Davitamon-Lotto              |
| Greg Van Avermaet     | 17.05.1985 | Bélgica        | (estreiaa como profissional) |
| Jurgen Van Den Broeck | 21.02.1983 | Bélgica        | Discovery Channel            |
| Preben Van Hecke      | 09.07.1982 | Bélgica        | Davitamon-Lotto              |
| Wim Van Huffel        | 28.05.1979 | Bélgica        | Davitamon-Lotto              |
| Johan Van Summeren    | 04.02.1981 | Bélgica        | Davitamon-Lotto              |
| Wim Vansevenant       | 23.12.1971 | Bélgica        | Davitamon-Lotto              |
| Stefano Zanini        | 23.01.1969 | Itália         | Liquigas                     |

## 2008
Silence-Lotto
| Nome                  | Nascimento | Nacionalidade | Equipa 2007                  |
| Mario Aerts           | 31.12.1974 | Bélgica       | Predictor-Lotto              |
| Volodymyr Bileka      | 06.02.1979 | Ucrânia       | Discovery Channel            |
| Christophe Brandt     | 06.05.1977 | Bélgica       | Predictor-Lotto              |
| Darío Cioni           | 02.12.1974 | Itália        | Predictor-Lotto              |
| Dominique Cornu       | 10.10.1985 | Bélgica       | Predictor-Lotto              |
| Francis De Greef      | 02.02.1985 | Bélgica       | (estreiaa como profissional) |
| Wim De Vocht          | 29.04.1982 | Bélgica       | Predictor-Lotto              |
| Dries Devenyns        | 22.07.1983 | Bélgica       | Predictor-Lotto              |
| Glenn D´Hollander     | 28.12.1974 | Bélgica       | Chocolade Jacques            |
| Bart Dockx            | 02.09.1981 | Bélgica       | Predictor-Lotto              |
| Cadel Evans           | 14.02.1977 | Austrália     | Predictor-Lotto              |
| Gorik Gardeyn         | 17.03.1980 | Bélgica       | Unibet.com                   |
| Nick Gates            | 10.03.1972 | Austrália     | Predictor-Lotto              |
| Leif Hoste            | 17.07.1977 | Bélgica       | Predictor-Lotto              |
| Pieter Jacobs         | 06.06.1986 | Bélgica       | Unibet.com                   |
| Olivier Kaisen        | 30.04.1983 | Bélgica       | Predictor-Lotto              |
| Matthew Lloyd         | 24.05.1983 | Austrália     | Predictor-Lotto              |
| Robbie McEwen         | 24.06.1972 | Austrália     | Predictor-Lotto              |
| Yaroslav Popovych     | 04.01.1980 | Ucrânia       | Discovery Channel            |
| Jürgen Roelandts      | 02.07.1985 | Bélgica       | (estreiaa como profissional) |
| Bert Roesems          | 14.10.1972 | Bélgica       | Predictor-Lotto              |
| Roy Sentjens          | 15.12.1980 | Bélgica       | Predictor-Lotto              |
| Geert Steurs          | 24.09.1981 | Bélgica       | Predictor-Lotto              |
| Maarten Tjallingii    | 05.11.1977 | Países Baixos | Skil-Shimano                 |
| Greg Van Avermaet     | 17.05.1985 | Bélgica       | Predictor-Lotto              |
| Jurgen Van Den Broeck | 21.02.1983 | Bélgica       | Predictor-Lotto              |
| Wim Van Huffel        | 28.05.1979 | Bélgica       | Predictor-Lotto              |
| Johan Van Summeren    | 04.02.1981 | Bélgica       | Predictor-Lotto              |
| Wim Vansevenant       | 23.12.1971 | Bélgica       | Predictor-Lotto              |

## 2009
Silence-Lotto
| Nome                  | Nascimento | Nacionalidade | Equipa 2008                      |
| Mario Aerts           | 31/12/1974 | Bélgica       | Silence-Lotto                    |
| Christophe Brandt     | 06/05/1977 | Bélgica       | Silence-Lotto                    |
| Wilfried Cretskens    | 10/07/1976 | Bélgica       | Quick Step                       |
| Francis De Greef      | 02/02/1985 | Bélgica       | Silence-Lotto                    |
| Thomas Dekker         | 06/09/1984 | Países Baixos | Rabobank                         |
| Mickael Delage        | 06/08/1985 | França        | Française des Jeux               |
| Bart Dockx            | 02/09/1981 | Bélgica       | Silence-Lotto                    |
| Glenn D´Hollander     | 28/12/1974 | Bélgica       | Silence-Lotto                    |
| Michiel Elijzen       | 31/08/1982 | Países Baixos | Rabobank                         |
| Cadel Evans           | 14.02.1977 | Austrália     | Silence-Lotto                    |
| Gorik Gardeyn         | 17/03/1980 | Bélgica       | Silence-Lotto                    |
| Philippe Gilbert      | 05/07/1982 | Bélgica       | Française des Jeux               |
| Leif Hoste            | 17/07/1977 | Bélgica       | Silence-Lotto                    |
| Pieter Jacobs         | 06/06/1986 | Bélgica       | Silence-Lotto                    |
| Olivier Kaisen        | 30/04/1983 | Bélgica       | Silence-Lotto                    |
| Sebastian Lang        | 15/09/1979 | Alemanha      | Gerolsteiner                     |
| Jonas Ljungblad       | 15/01/1979 | Suécia        | P3 Transfert                     |
| Matthew Lloyd         | 24/05/1983 | Austrália     | Silence-Lotto                    |
| Jürgen Roelandts      | 02/07/1985 | Bélgica       | Silence-Lotto                    |
| Staf Scheirlinckx     | 12/03/1979 | Bélgica       | Cofidis, Le Crédit par Téléphone |
| Roy Sentjens          | 15/12/1980 | Países Baixos | Silence-Lotto                    |
| Tom Stubbe            | 26/05/1981 | Bélgica       | Française des Jeux               |
| Greg Van Avermaet     | 17/05/1985 | Bélgica       | Silence-Lotto                    |
| Jurgen Van Den Broeck | 21/02/1983 | Bélgica       | Silence-Lotto                    |
| Johan Van Summeren    | 04/02/1981 | Bélgica       | Silence-Lotto                    |
| Jelle Vanendert       | 19/02/1985 | Bélgica       | Française des Jeux               |
| Charles Wegelius      | 26/04/1978 | Reino Unido   | Liquigas                         |

Stagiaires

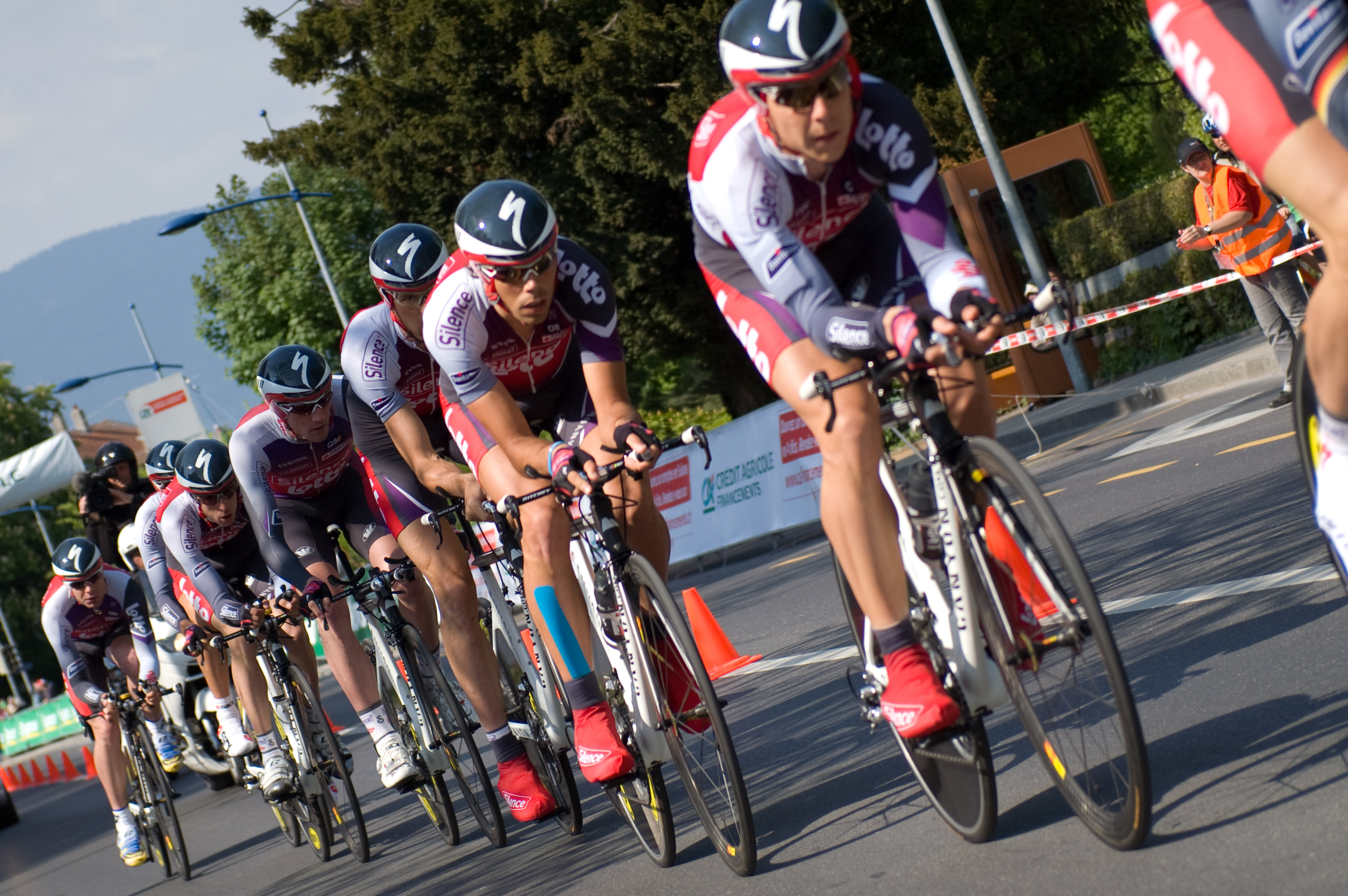
A equipa na crono por equipas do Tour da Romandia de 2009

Desde o 1 de agosto o seguinte corredor passou a fazer parte da equipa como stagiaire (aprendiz à prova).
| Corredor        | Nascimento | Nacionalidade | Equipa 2009          |
| --------------- | ---------- | ------------- | -------------------- |
| Adam Blythe     | 01/10/1989 | Reino Unido   | Davo-Lotto-Davitamon |
| Kris Boeckmans  | 13/02/1987 | Bélgica       | Davo-Lotto-Davitamon |
| Yannick Eijssen | 26/06/1989 | Bélgica       |                      |

## 2010
Omega Pharma-Lotto
| Nome                   | Nascimento | Nacionalidade | Equipa 2009                      |
| Mario Aerts            | 31.12.1974 | Bélgica       | Silence-Lotto                    |
| Jan Bakelants          | 14.02.1986 | Bélgica       | Topsport Vlaanderen-Mercator     |
| Adam Blythe            | 01.10.1989 | Reino Unido   | Neoprofissional                  |
| Christophe Brandt      | 06.05.1977 | Bélgica       | Silence-Lotto                    |
| Wilfried Cretskens     | 10.07.1976 | Bélgica       | Silence-Lotto                    |
| Francis De Greef       | 02.02.1985 | Bélgica       | Silence-Lotto                    |
| Kenny Dehaes           | 10.11.1984 | Bélgica       | Team Katusha                     |
| Mickael Delage         | 06.08.1985 | França        | Silence-Lotto                    |
| Glenn D´Hollander      | 28.12.1974 | Bélgica       | Silence-Lotto                    |
| Michiel Elijzen        | 31.08.1982 | Países Baixos | Silence-Lotto                    |
| Philippe Gilbert       | 05.07.1982 | Bélgica       | Silence-Lotto                    |
| Leif Hoste             | 17.07.1977 | Bélgica       | Silence-Lotto                    |
| Olivier Kaisen         | 30.04.1983 | Bélgica       | Silence-Lotto                    |
| Sebastian Lang         | 15.09.1979 | Alemanha      | Silence-Lotto                    |
| Jonas Ljungblad        | 15.01.1979 | Suécia        | Silence-Lotto                    |
| Matthew Lloyd          | 24.05.1983 | Austrália     | Silence-Lotto                    |
| Gerben Löwik           | 29.06.1977 | Países Baixos | Vacansoleil-DCM Pro Cycling Team |
| Daniel Moreno          | 05.09.1981 | Espanha       | Caisse d’Epargne                 |
| Jean-Christophe Péraud | 22.05.1977 | França        | Creusot Cyclisme                 |
| Jürgen Roelandts       | 02.07.1985 | Bélgica       | Silence-Lotto                    |
| Staf Scheirlinckx      | 12.03.1979 | Bélgica       | Silence-Lotto                    |
| Tom Stubbe             | 26.05.1981 | Bélgica       | Silence Lotto                    |
| Greg Van Avermaet      | 17.05.1985 | Bélgica       | Silence-Lotto                    |
| Jurgen Van Den Broeck  | 21.02.1983 | Bélgica       | Silence-Lotto                    |
| Jurgen Van Goolen      | 28.11.1980 | Bélgica       | Team Saxo Bank                   |
| Jelle Vanendert        | 19.02.1985 | Bélgica       | Silence-Lotto                    |
| Charles Wegelius       | 26.04.1978 | Reino Unido   | Silence-Lotto                    |

Stagiaires

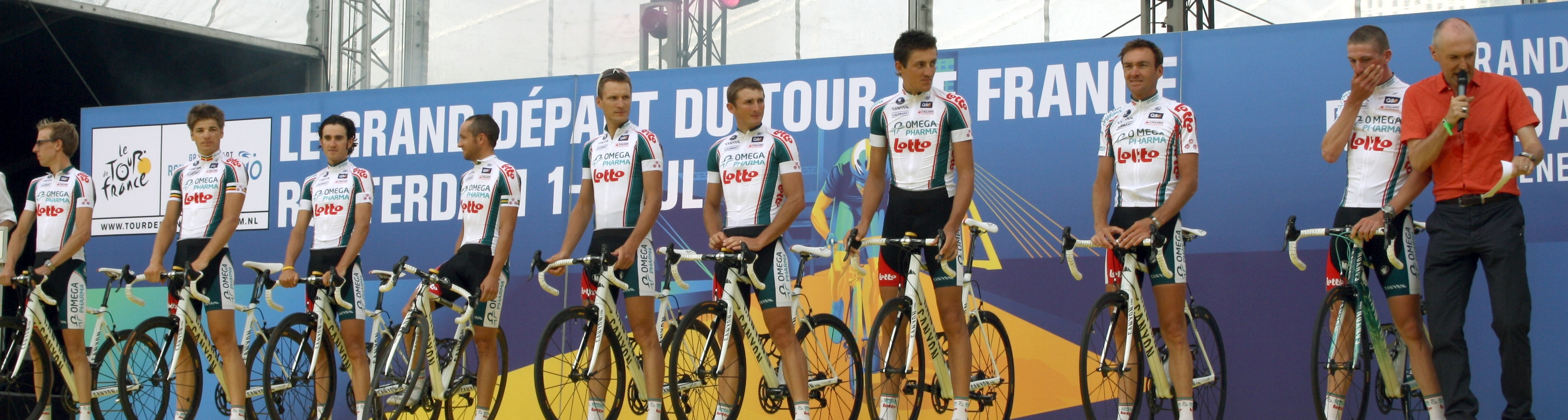
A equipa no Tour de France de 2010

Desde o 1 de agosto o seguinte corredor passou a fazer parte da equipa como stagiaire (aprendiz à prova).
| Corredor         | Nascimento | Nacionalidade | Equipa 2010 |
| ---------------- | ---------- | ------------- | ----------- |
| Walt De Winter   | 24/11/1988 | Bélgica       | Davo-Lotto  |
| Jens Debusschere | 28/08/1989 | Bélgica       | PWS Eijssen |

## 2011
| Nome                  | Nascimento | Nacionalidade | Equipa 2010                  |
| Mario Aerts           | 31/12/1974 | Bélgica       | Omega Pharma-Lotto           |
| Jan Bakelants         | 14/02/1986 | Bélgica       | Omega Pharma-Lotto           |
| Adam Blythe           | 01/10/1989 | Reino Unido   | Omega Pharma-Lotto           |
| David Boucher         | 17/03/1980 | França        | Landbouwkrediet              |
| Bart De Clercq        | 26/08/1986 | Bélgica       | Davo-Lotto                   |
| Francis De Greef      | 02/02/1985 | Bélgica       | Omega Pharma-Lotto           |
| Kenny de Haes         | 10/11/1984 | Bélgica       | Omega Pharma-Lotto           |
| Jens Debusschere      | 28/08/1989 | Bélgica       | PWS Eijssen                  |
| Gert Dockx            | 04/07/1988 | Bélgica       | Team HTC-Columbia            |
| Philippe Gilbert      | 05/07/1982 | Bélgica       | Omega Pharma-Lotto           |
| André Greipel         | 16/07/1982 | Alemanha      | Team HTC-Columbia            |
| Adam Hansen           | 11/05/1981 | Austrália     | Team HTC-Columbia            |
| Olivier Kaisen        | 30/04/1983 | Bélgica       | Omega Pharma-Lotto           |
| Sebastian Lang        | 15/09/1979 | Alemanha      | Omega Pharma-Lotto           |
| Matthew Lloyd         | 24/05/1983 | Austrália     | Omega Pharma-Lotto           |
| Klaas Lodewijck       | 24/03/1988 | Bélgica       | Topsport Vlaanderen-Mercator |
| Maarten Neyens        | 01/03/1985 | Bélgica       | Topsport Vlaanderen-Mercator |
| Óscar Pujol           | 16/10/1983 | Espanha       | Cervélo Teste Team           |
| Vicente Reynés        | 30/07/1981 | Espanha       | Team HTC-Columbia            |
| Jürgen Roelandts      | 02/07/1985 | Bélgica       | Omega Pharma-Lotto           |
| Marcel Sieberg        | 30/04/1982 | Alemanha      | Team HTC-Columbia            |
| Jurgen Van De Walle   | 09/02/1977 | Bélgica       | Quick Step                   |
| Sven Vandousselaere   | 29/08/1988 | Bélgica       | Jong Vlaanderen-Bauknecht    |
| Jelle Vanendert       | 19/02/1985 | Bélgica       | Omega Pharma-Lotto           |
| Jurgen Van Den Broeck | 01/02/1983 | Bélgica       | Omega Pharma-Lotto           |
| Jussi Veikkanen       | 29/03/1981 | Finlândia     | Française des Jeux           |
| Frederik Willems      | 08/09/1979 | Bélgica       | Liquigas-Doimo               |

Stagiaires

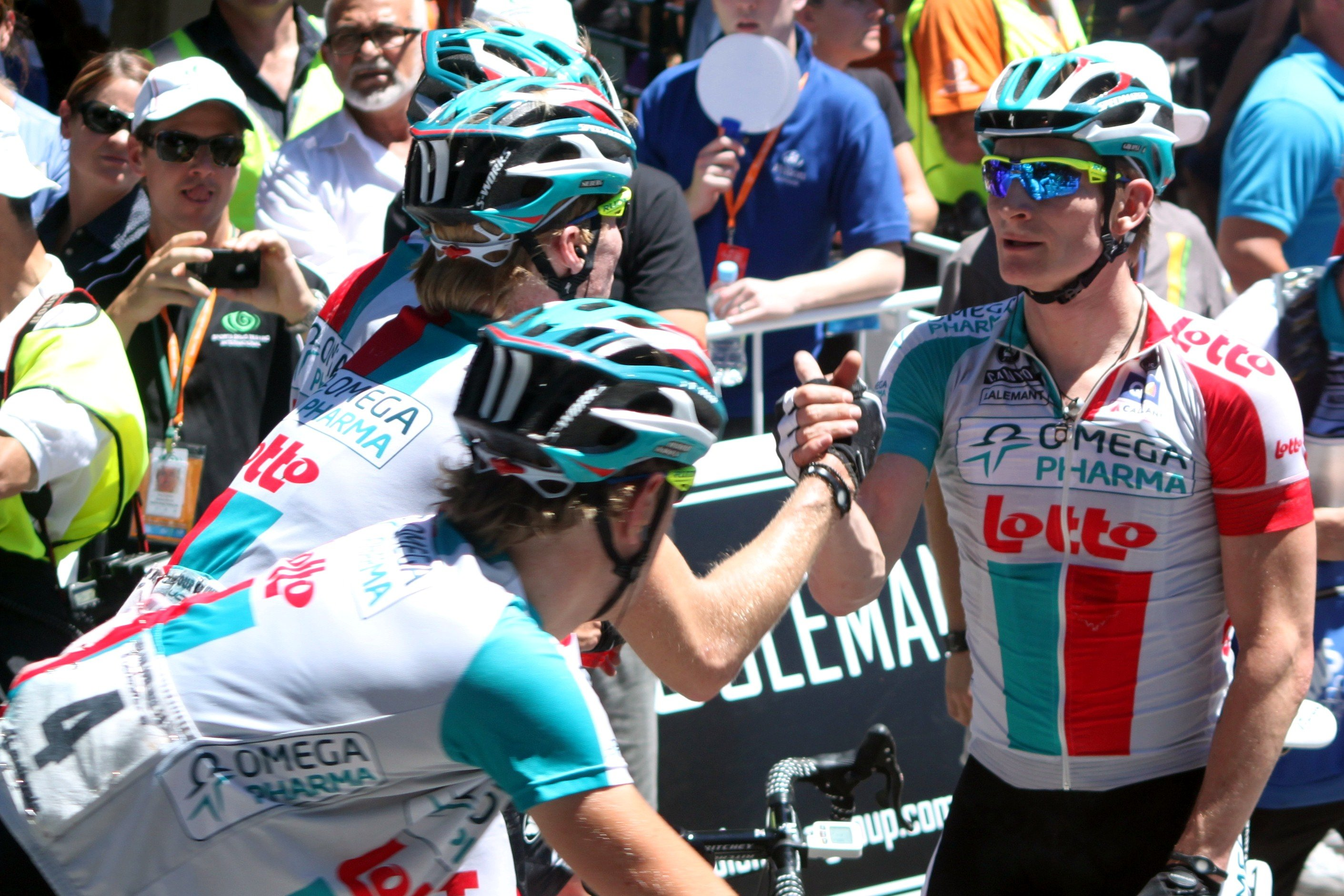
André Greipel junto a seus colegas em 2011

Desde o 1 de agosto o seguinte corredor passou a fazer parte da equipa como stagiaire (aprendiz à prova).
| Corredor           | Nascimento | Nacionalidade |
| ------------------ | ---------- | ------------- |
| Tosh Van Der Sande | 28/11/1990 | Bélgica       |

## 2012
Lotto-Belisol
| Nome                  | Nascimento | Nacionalidade | Equipa 2011                        |
| Lars Ytting Bak       | 16/01/1980 | Dinamarca     | HTC-Highroad                       |
| Gaëtan Bille          | 06/04/1988 | Bélgica       | Wallonie Bruxelles-Crédit Agricole |
| Brian Bulgaç          | 07/04/1988 | Países Baixos | Rabobank Development Team (2010)   |
| Sander Cordeel        | 07/11/1987 | Bélgica       | Colba-Mercury                      |
| Bart De Clercq        | 26/08/1986 | Bélgica       | Omega Pharma-Lotto                 |
| Francis De Greef      | 02/02/1985 | Bélgica       | Omega Pharma-Lotto                 |
| Kenny de Haes         | 10/11/1984 | Bélgica       | Omega Pharma-Lotto                 |
| Jens Debusschere      | 28/08/1989 | Bélgica       | Neoprofissional                    |
| Gert Dockx            | 04/07/1988 | Bélgica       | Omega Pharma-Lotto                 |
| André Greipel         | 16/07/1982 | Alemanha      | Omega Pharma-Lotto                 |
| Adam Hansen           | 11/05/1981 | Austrália     | Omega Pharma-Lotto                 |
| Greg Henderson        | 10/09/1976 | Nova Zelândia | Sky Procycling                     |
| Olivier Kaisen        | 30/04/1983 | Bélgica       | Omega Pharma-Lotto                 |
| Maarten Neyens        | 01/03/1985 | Bélgica       | Omega Pharma-Lotto                 |
| Vicente Reynés        | 30/07/1981 | Espanha       | Omega Pharma-Lotto                 |
| Jürgen Roelandts      | 02/07/1985 | Bélgica       | Omega Pharma-Lotto                 |
| Marcel Sieberg        | 30/04/1982 | Alemanha      | Omega Pharma-Lotto                 |
| Mehdi Sohrabi         | 12/10/1981 | Irão          | Tabriz Petrochemical Cycling Team  |
| Jurgen Van De Walle   | 09/02/1977 | Bélgica       | Omega Pharma-Lotto                 |
| Jurgen Van Den Broeck | 01/02/1983 | Bélgica       | Omega Pharma-Lotto                 |
| Tosh Van Der Sande    | 28/11/1990 | Bélgica       | Neoprofissional                    |
| Joost van Leijen      | 20/07/1984 | Países Baixos | Vacansoleil-DCM                    |
| Jelle Vanendert       | 19/02/1985 | Bélgica       | Omega Pharma-Lotto                 |
| Dennis Vanendert      | 27/06/1988 | Bélgica       | Neoprofissional                    |
| Jonas Vangenechten    | 16/09/1986 | Bélgica       | Wallonie Bruxelles-Crédit Agricole |
| Frederik Willems      | 08/09/1979 | Bélgica       | Omega Pharma-Lotto                 |

Stagiaires

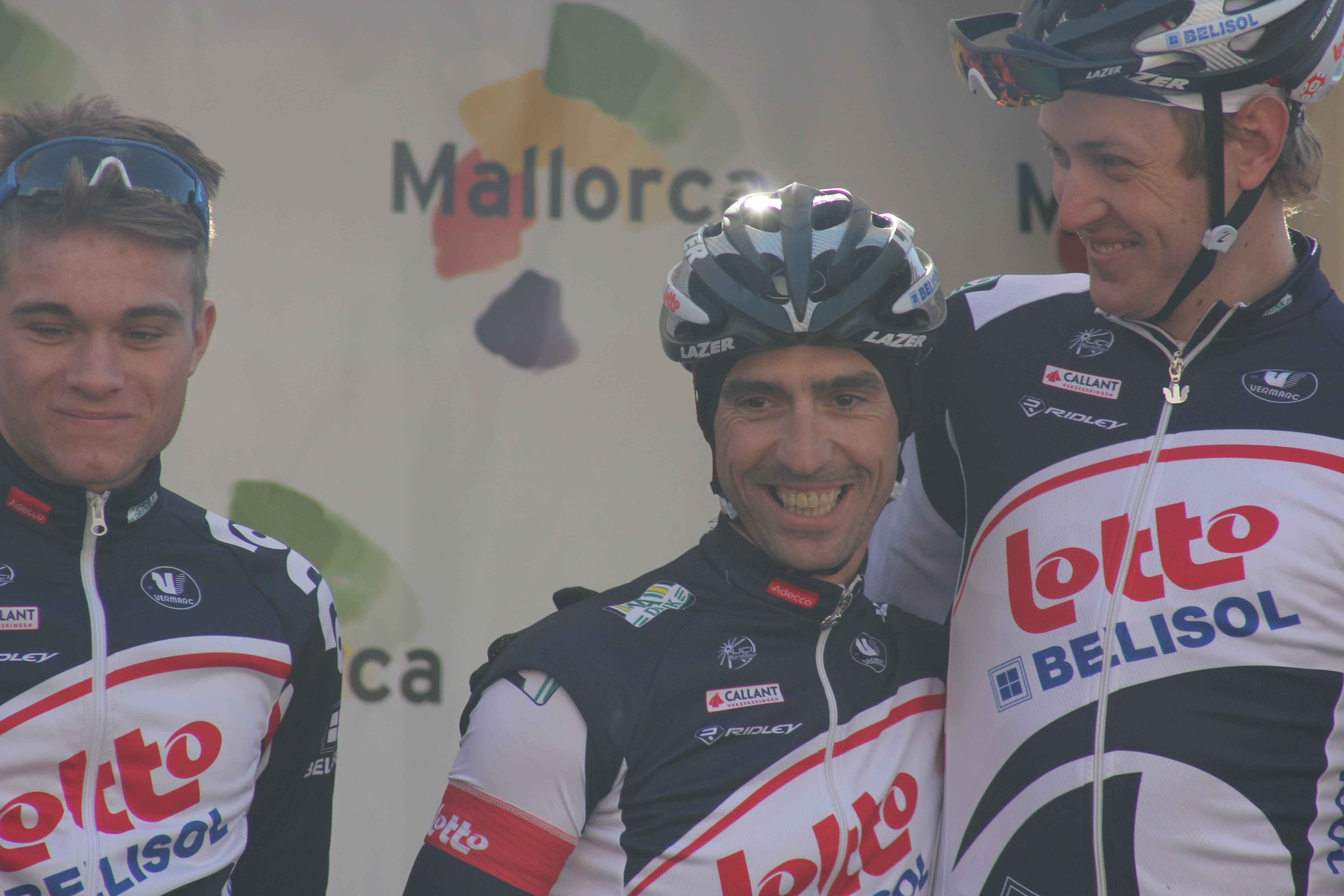
Membros da equipa em 2012

Desde o 1 de agosto, os seguintes corredores passaram a fazer parte da equipa como stagiaires (aprendizes à prova).
| Corredor         | Nascimento | Nacionalidade | Equipa 2012 |
| ---------------- | ---------- | ------------- | ----------- |
| Thomas Sprengers | 05/02/1990 | Bélgica       |             |
| Wouter Wippert   | 14/08/1990 | Países Baixos |             |

## 2013
| Nome                  | Nascimento | Nacionalidade | Equipa 2012             |
| Lars Ytting Bak       | 16/01/1980 | Dinamarca     | Lotto Belisol Team      |
| Dirk Bellemakers      | 19/01/1984 | Países Baixos | Landbouwkrediet-Euphony |
| Gaëtan Bille          | 06/04/1988 | Bélgica       | Lotto Belisol Team      |
| Brian Bulgaç          | 07/04/1988 | Países Baixos | Lotto Belisol Team      |
| Sander Cordeel        | 07/11/1987 | Bélgica       | Lotto Belisol Team      |
| Bart De Clercq        | 26/08/1986 | Bélgica       | Lotto Belisol Team      |
| Francis De Greef      | 02/02/1985 | Bélgica       | Lotto Belisol Team      |
| Kenny de Haes         | 10/11/1984 | Bélgica       | Lotto Belisol Team      |
| Jens Debusschere      | 28/08/1989 | Bélgica       | Lotto Belisol Team      |
| Gert Dockx            | 04/07/1988 | Bélgica       | Lotto Belisol Team      |
| André Greipel         | 16/07/1982 | Alemanha      | Lotto Belisol Team      |
| Adam Hansen           | 11/05/1981 | Austrália     | Lotto Belisol Team      |
| Greg Henderson        | 10/09/1976 | Nova Zelândia | Lotto Belisol Team      |
| Olivier Kaisen        | 30/04/1983 | Bélgica       | Lotto Belisol Team      |
| Maarten Neyens        | 01/03/1985 | Bélgica       | Lotto Belisol Team      |
| Vicente Reynés        | 30/07/1981 | Espanha       | Lotto Belisol Team      |
| Frederique Robert     | 25/01/1989 | Bélgica       | Lotto Belisol Team      |
| Jürgen Roelandts      | 02/07/1985 | Bélgica       | Lotto Belisol Team      |
| Marcel Sieberg        | 30/04/1982 | Alemanha      | Lotto Belisol Team      |
| Jurgen Van De Walle   | 09/02/1977 | Bélgica       | Lotto Belisol Team      |
| Jurgen Van Den Broeck | 01/02/1983 | Bélgica       | Lotto Belisol Team      |
| Tosh Van Der Sande    | 28/11/1990 | Bélgica       | Lotto Belisol Team      |
| Joost van Leijen      | 20/07/1984 | Países Baixos | Lotto Belisol Team      |
| Jelle Vanendert       | 19/02/1985 | Bélgica       | Lotto Belisol Team      |
| Dennis Vanendert      | 27/06/1988 | Bélgica       | Lotto Belisol Team      |
| Jonas Vangenechten    | 16/09/1986 | Bélgica       | Lotto Belisol Team      |
| Tim Wellens           | 10/05/1991 | Bélgica       | Lotto Belisol Team      |
| Frederik Willems      | 08/09/1979 | Bélgica       | Lotto Belisol Team      |

Stagiaires

Desde o 1 de agosto, os seguintes corredores passaram a fazer parte da equipa como stagiaires (aprendizes à prova).
| Corredor      | Nascimento | Nacionalidade | Equipa 2013       |
| ------------- | ---------- | ------------- | ----------------- |
| Stig Broeckx  | 10/05/1990 | Bélgica       | Lotto-Belisol U23 |
| Jorne Carolus | 22/02/1992 | Bélgica       |                   |

## 2014
Lotto Belisol Team
| Nome                  | Nascimento | Nacionalidade | Equipa 2013                      |
| Sander Armée          | 10/12/1985 | Bélgica       | Topsport Vlaanderen-Baloise      |
| Lars Ytting Bak       | 16/01/1980 | Dinamarca     | Lotto Belisol                    |
| Kris Boeckmans        | 13/02/1987 | Bélgica       | Vacansoleil-DCM Pro Cycling Team |
| Vegard Breen          | 08/02/1990 | Noruega       | Joker Merida                     |
| Stig Broeckx          | 14/02/1992 | Bélgica       | Neoprofissional                  |
| Sean De Bie           | 22/03/1989 | Bélgica       | Leopard-Trek Continental         |
| Bart De Clercq        | 26/08/1986 | Bélgica       | Lotto Belisol                    |
| Kenny de Haes         | 10/11/1984 | Bélgica       | Lotto Belisol                    |
| Jens Debusschere      | 28/08/1989 | Bélgica       | Lotto Belisol                    |
| Gert Dockx            | 04/07/1988 | Bélgica       | Lotto Belisol                    |
| Tony Gallopin         | 17/01/1985 | França        | RadioShack Leopard               |
| André Greipel         | 16/07/1982 | Alemanha      | Lotto Belisol                    |
| Adam Hansen           | 11/05/1981 | Austrália     | Lotto Belisol                    |
| Greg Henderson        | 10/09/1976 | Nova Zelândia | Lotto Belisol                    |
| Olivier Kaisen        | 30/04/1983 | Bélgica       | Lotto Belisol Team               |
| Pim Ligthart          | 16/06/1988 | Países Baixos | Vacansoleil-DCM Pro Cycling Team |
| Maxime Monfort        | 21/08/1992 | Bélgica       | RadioShack Leopard               |
| Jürgen Roelandts      | 02/07/1985 | Bélgica       | Lotto Belisol                    |
| Marcel Sieberg        | 30/04/1982 | Alemanha      | Lotto Belisol                    |
| Boris Vallée          | 01/07/1989 | Bélgica       | ColorCode-Biowanze               |
| Jurgen Van Den Broeck | 01/02/1983 | Bélgica       | Lotto Belisol                    |
| Tosh Van Der Sande    | 28/11/1990 | Bélgica       | Lotto Belisol                    |
| Jelle Vanendert       | 19/02/1985 | Bélgica       | Lotto Belisol                    |
| Dennis Vanendert      | 27/06/1988 | Bélgica       | Lotto Belisol                    |
| Jonas Vangenechten    | 16/09/1986 | Bélgica       | Lotto Belisol                    |
| Louis Vervaeke        | 06/10/1993 | Bélgica       | Lotto-Belisol U23                |
| Tim Wellens           | 10/05/1991 | Bélgica       | Lotto Belisol                    |
| Frederik Willems      | 08/09/1979 | Bélgica       | Lotto Belisol                    |

Stagiaires

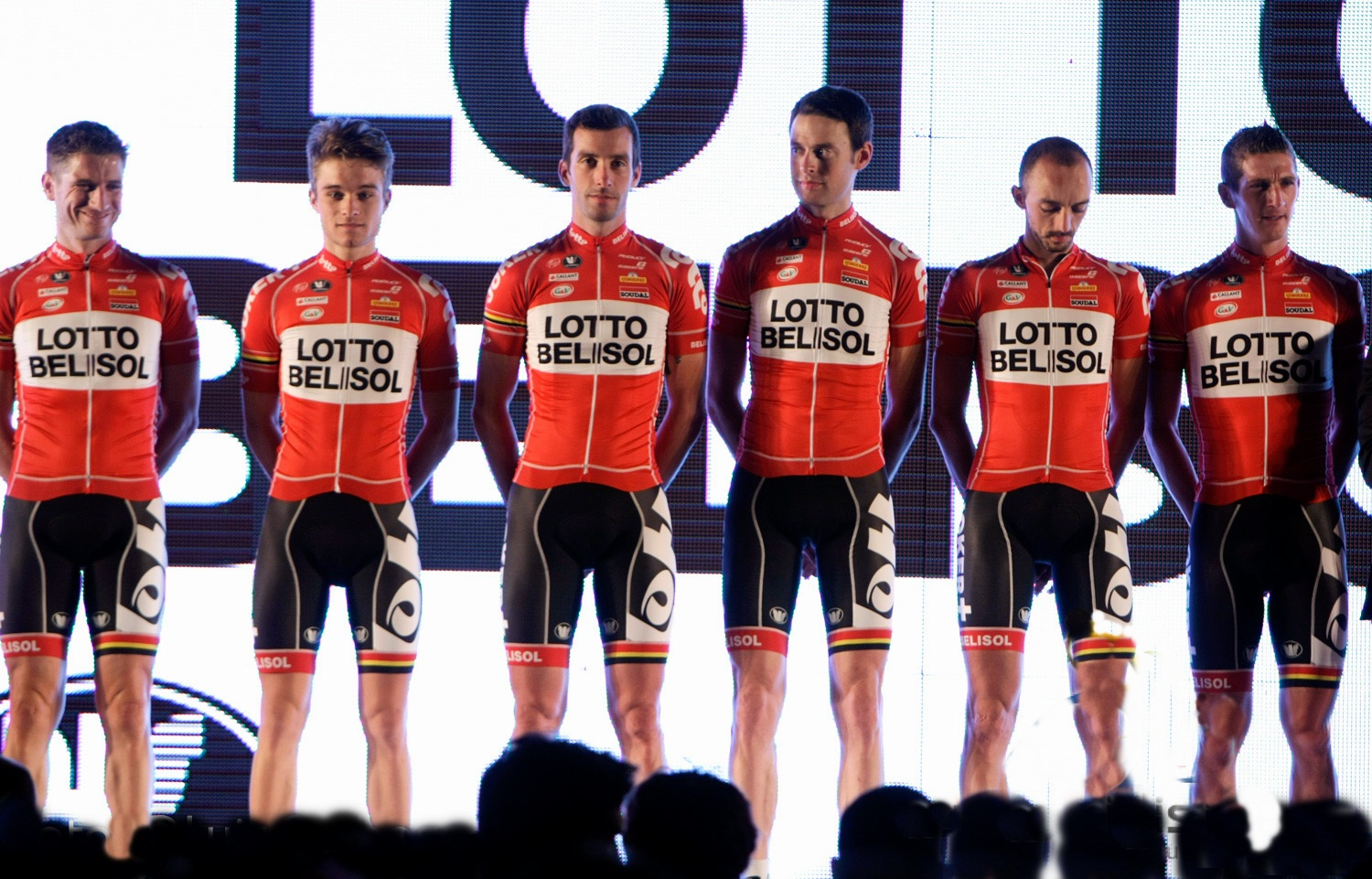
A equipa no Tour de San Luis de 2014

Desde o 1 de agosto, os seguintes corredores passaram a fazer parte da equipa como stagiaires (aprendizes à prova).
| Corredor        | Nascimento | Nacionalidade | Equipa 2014       |
| --------------- | ---------- | ------------- | ----------------- |
| Tiesj Benoot    | 11/03/1994 | Bélgica       | Lotto-Belisol U23 |
| Xandro Meurisse | 31/01/1992 | Bélgica       | Lotto-Belisol U23 |
| Oliver Naesen   | 16/09/1990 | Bélgica       | Cibel team        |

## 2015
Lotto-Soudal
| Nome                  | Nascimento | Nacionalidade | Equipa 2014                 |
| Sander Armée          | 10/12/1985 | Bélgica       | Lotto Belisol               |
| Lars Ytting Bak       | 16/01/1980 | Dinamarca     | Lotto Belisol               |
| Tiesj Benoot          | 11/03/1994 | Bélgica       | Lotto-Belisol (stagiaire)   |
| Kris Boeckmans        | 13/02/1987 | Bélgica       | Lotto Belisol               |
| Vegard Breen          | 08/02/1990 | Noruega       | Lotto Belisol               |
| Stig Broeckx          | 14/02/1992 | Bélgica       | Lotto Belisol               |
| Sean De Bie           | 22/03/1989 | Bélgica       | Lotto Belisol               |
| Jasper De Buyst       | 24/11/1993 | Bélgica       | Topsport Vlaanderen-Baloise |
| Bart De Clercq        | 26/08/1986 | Bélgica       | Lotto Belisol               |
| Thomas De Gendt       | 06/11/1986 | Bélgica       | Omega Pharma-Quick Step     |
| Kenny de Haes         | 10/11/1984 | Bélgica       | Lotto Belisol               |
| Jens Debusschere      | 28/08/1989 | Bélgica       | Lotto Belisol               |
| Gert Dockx            | 04/07/1988 | Bélgica       | Lotto Belisol               |
| Tony Gallopin         | 17/01/1985 | França        | Lotto Belisol               |
| André Greipel         | 16/07/1982 | Alemanha      | Lotto Belisol               |
| Adam Hansen           | 11/05/1981 | Austrália     | Lotto Belisol               |
| Greg Henderson        | 10/09/1976 | Nova Zelândia | Lotto Belisol               |
| Pim Ligthart          | 16/06/1988 | Países Baixos | Lotto Belisol               |
| Maxime Monfort        | 21/08/1992 | Bélgica       | Lotto Belisol               |
| Jürgen Roelandts      | 02/07/1985 | Bélgica       | Lotto Belisol               |
| Marcel Sieberg        | 30/04/1982 | Alemanha      | Lotto Belisol               |
| Boris Vallée          | 01/07/1989 | Bélgica       | Lotto Belisol               |
| Jurgen Van Den Broeck | 01/02/1983 | Bélgica       | Lotto Belisol               |
| Tosh Van Der Sande    | 28/11/1990 | Bélgica       | Lotto Belisol               |
| Jelle Vanendert       | 19/02/1985 | Bélgica       | Lotto Belisol               |
| Dennis Vanendert      | 27/06/1988 | Bélgica       | Lotto Belisol               |
| Louis Vervaeke        | 06/10/1993 | Bélgica       | Lotto Belisol               |
| Tim Wellens           | 10/05/1991 | Bélgica       | Lotto Belisol               |

Stagiaires

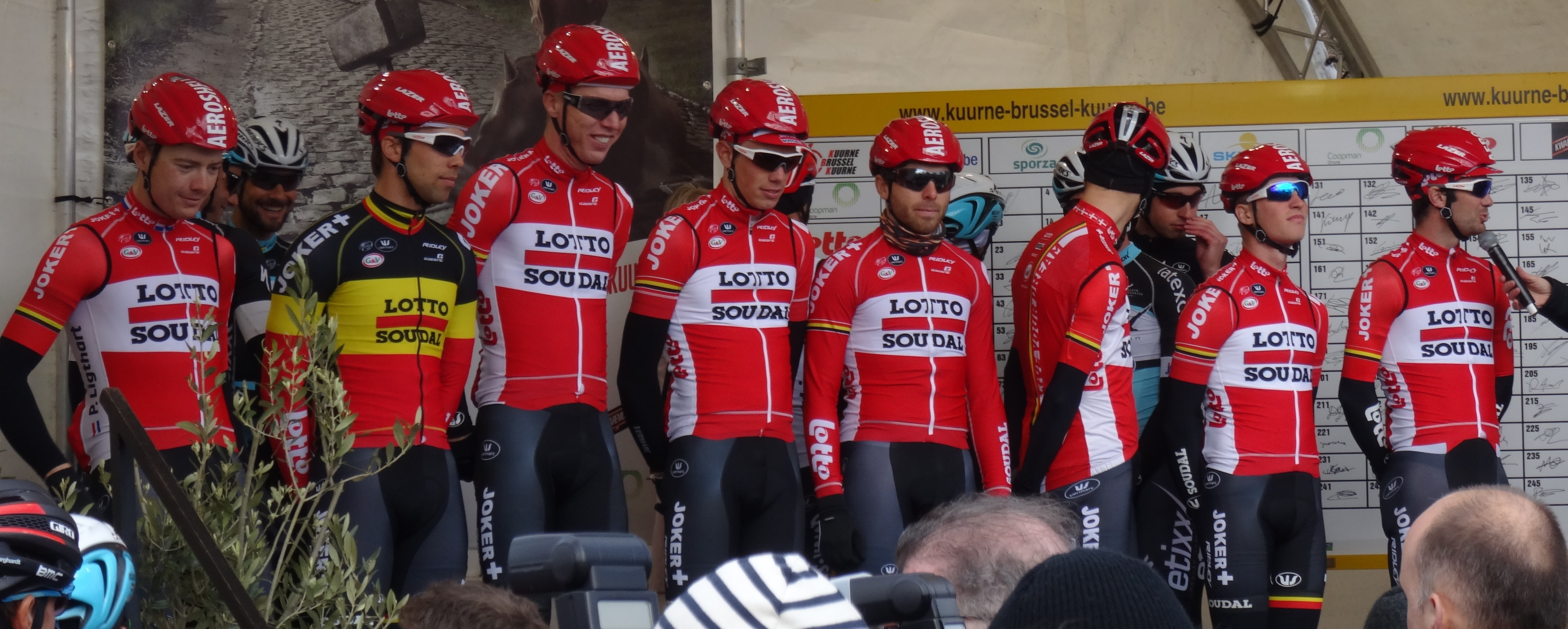
Alguns corredores no Kuurne-Bruxelas-Kuurne de 2015

Desde o 1 de agosto, os seguintes corredores passaram a fazer parte da equipa como stagiaires (aprendizes à prova).
| Corredor         | Nascimento | Nacionalidade | Equipa 2015 |
| ---------------- | ---------- | ------------- | ----------- |
| Frederik Frison  | 28/07/1992 | Bélgica       |             |
| Dries Van Gestel | 30/09/1994 | Bélgica       |             |
| Kenneth Van Rooy | 06/10/1993 | Bélgica       |             |

## 2016
Lotto-Soudal
| Nome               | Nascimento | Nacionalidade | Equipa 2015                 |
| Sander Armée       | 10/12/1985 | Bélgica       | Lotto Soudal                |
| Lars Ytting Bak    | 16/01/1980 | Dinamarca     | Lotto Soudal                |
| Tiesj Benoot       | 11/03/1994 | Bélgica       | Lotto Soudal                |
| Kris Boeckmans     | 13/02/1987 | Bélgica       | Lotto Soudal                |
| Stig Broeckx       | 14/02/1992 | Bélgica       | Lotto Soudal                |
| Sean De Bie        | 22/03/1989 | Bélgica       | Lotto Soudal                |
| Jasper De Buyst    | 24/11/1993 | Bélgica       | Lotto Soudal                |
| Bart De Clercq     | 26/08/1986 | Bélgica       | Lotto Soudal                |
| Thomas De Gendt    | 06/11/1986 | Bélgica       | Lotto Soudal                |
| Jens Debusschere   | 28/08/1989 | Bélgica       | Lotto Soudal                |
| Gert Dockx         | 04/07/1988 | Bélgica       | Lotto Soudal                |
| Frederik Frison    | 28/07/1992 | Bélgica       | Lotto Soudal (stagiaire)    |
| Tony Gallopin      | 17/01/1985 | França        | Lotto Soudal                |
| André Greipel      | 16/07/1982 | Alemanha      | Lotto Soudal                |
| Adam Hansen        | 11/05/1981 | Austrália     | Lotto Soudal                |
| Greg Henderson     | 10/09/1976 | Nova Zelândia | Lotto Soudal                |
| Pim Ligthart       | 16/06/1988 | Países Baixos | Lotto Soudal                |
| Tomasz Marczynski  | 06/03/1984 | Polónia       | Torku Sekerspor             |
| Maxime Monfort     | 21/08/1992 | Bélgica       | Lotto Soudal                |
| Jürgen Roelandts   | 02/07/1985 | Bélgica       | Lotto Soudal                |
| Marcel Sieberg     | 30/04/1982 | Alemanha      | Lotto Soudal                |
| Rafael Valls       | 25/06/1987 | Espanha       | Lampre-Merida               |
| Tosh Van Der Sande | 28/11/1990 | Bélgica       | Lotto Soudal                |
| Jelle Vanendert    | 19/02/1985 | Bélgica       | Lotto Soudal                |
| Louis Vervaeke     | 06/10/1993 | Bélgica       | Lotto Soudal                |
| Jelle Wallays      | 11/05/1989 | Bélgica       | Topsport Vlaanderen-Baloise |
| Tim Wellens        | 10/05/1991 | Bélgica       | Lotto Soudal                |

Stagiaires

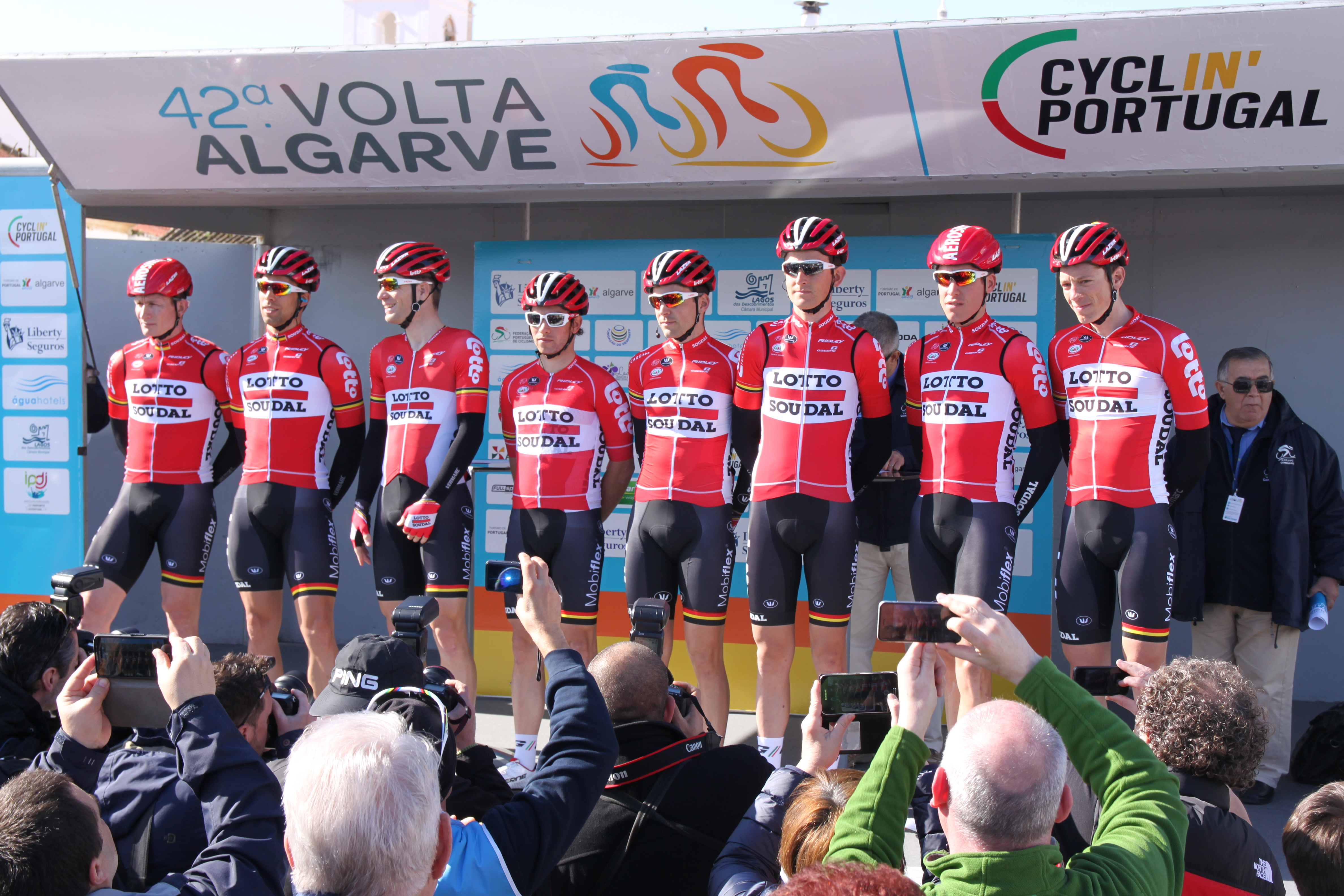
A equipa na Volta ao Algarve

Desde o 1 de agosto, os seguintes corredores passaram a fazer parte da equipa como stagiaires (aprendizes à prova).
| Corredor          | Nascimento | Nacionalidade | Equipa 2016      |
| ----------------- | ---------- | ------------- | ---------------- |
| Kevin Deltombe    | 27/02/1994 | Bélgica       | Lotto-Soudal U23 |
| Michael Goolaerts | 24/07/1994 | Bélgica       | Lotto-Soudal U23 |
| James Shaw        | 13/06/1996 | Reino Unido   | Lotto-Soudal U23 |

## 2017
| Nome               | Nascimento | Nacionalidade | Equipa 2016              |
| Sander Armée       | 10/12/1985 | Bélgica       | Lotto Soudal             |
| Lars Ytting Bak    | 16/01/1980 | Dinamarca     | Lotto Soudal             |
| Tiesj Benoot       | 11/03/1994 | Bélgica       | Lotto Soudal             |
| Kris Boeckmans     | 13/02/1987 | Bélgica       | Lotto Soudal             |
| Sean De Bie        | 22/03/1989 | Bélgica       | Lotto Soudal             |
| Jasper De Buyst    | 24/11/1993 | Bélgica       | Lotto Soudal             |
| Bart De Clercq     | 26/08/1986 | Bélgica       | Lotto Soudal             |
| Thomas De Gendt    | 06/11/1986 | Bélgica       | Lotto Soudal             |
| Jens Debusschere   | 28/08/1989 | Bélgica       | Lotto Soudal             |
| Frederik Frison    | 28/07/1992 | Bélgica       | Lotto Soudal             |
| Tony Gallopin      | 24/05/1988 | França        | Lotto Soudal             |
| André Greipel      | 16/07/1982 | Alemanha      | Lotto Soudal             |
| Adam Hansen        | 11/05/1981 | Austrália     | Lotto Soudal             |
| Moreno Hofland     | 31/08/1991 | Países Baixos | Team LottoNL-Jumbo       |
| Nikolas Maes       | 09/04/1986 | Bélgica       | Etixx-Quick Step         |
| Tomasz Marczynski  | 06/03/1984 | Polónia       | Lotto Soudal             |
| Rémy Mertz         | 17/07/1995 | Bélgica       | Cor Code-Ardem 'Beef     |
| Maxime Monfort     | 21/08/1992 | Bélgica       | Lotto Soudal             |
| Jürgen Roelandts   | 02/07/1985 | Bélgica       | Lotto Soudal             |
| James Shaw         | 13/06/1996 | Reino Unido   | Lotto Soudal (stagiaire) |
| Marcel Sieberg     | 30/04/1982 | Alemanha      | Lotto Soudal             |
| Rafael Valls       | 25/06/1987 | Espanha       | Lotto Soudal             |
| Tosh Van Der Sande | 28/11/1990 | Bélgica       | Lotto Soudal             |
| Jelle Vanendert    | 19/02/1985 | Bélgica       | Lotto Soudal             |
| Louis Vervaeke     | 06/10/1993 | Bélgica       | Lotto Soudal             |
| Jelle Wallays      | 11/05/1989 | Bélgica       | Lotto Soudal             |
| Tim Wellens        | 10/05/1991 | Bélgica       | Lotto Soudal             |
| Enzo Wouters       | 21/03/1996 | Bélgica       | Lotto-Soudal U23         |

Stagiaires

Desde o 1 de agosto, os seguintes corredores passaram a fazer parte da equipa como stagiaires (aprendizes à prova).
| Corredor           | Nascimento | Nacionalidade | Equipa 2017      |
| ------------------ | ---------- | ------------- | ---------------- |
| Senne Leysen       | 18/03/1996 | Bélgica       | Lotto-Soudal U23 |
| Emiel Planckaert   | 22/10/1996 | Bélgica       | Lotto-Soudal U23 |
| Mathias Van Gompel | 24/09/1995 | Bélgica       | Lotto-Soudal U23 |

## 2018
| Nome               | Nascimento | Nacionalidade | Equipa 2017                  |
| Sander Armée       | 10/12/1985 | Bélgica       | Lotto Soudal                 |
| Lars Ytting Bak    | 16/01/1980 | Dinamarca     | Lotto Soudal                 |
| Tiesj Benoot       | 11/03/1994 | Bélgica       | Lotto Soudal                 |
| Victor Campenaerts | 28/10/1991 | Bélgica       | Team LottoNL-Jumbo           |
| Jasper De Buyst    | 24/11/1993 | Bélgica       | Lotto Soudal                 |
| Thomas De Gendt    | 06/11/1986 | Bélgica       | Lotto Soudal                 |
| Jens Debusschere   | 28/08/1989 | Bélgica       | Lotto Soudal                 |
| Frederik Frison    | 28/07/1992 | Bélgica       | Lotto Soudal                 |
| André Greipel      | 16/07/1982 | Alemanha      | Lotto Soudal                 |
| Adam Hansen        | 11/05/1981 | Austrália     | Lotto Soudal                 |
| Moreno Hofland     | 31/08/1991 | Países Baixos | Lotto Soudal                 |
| Jens Keukeleire    | 23/11/1988 | Bélgica       | Orica-Scott                  |
| Bjorg Lambrecht    | 02/04/1997 | Bélgica       | Lotto-Soudal U23             |
| Nikolas Maes       | 09/04/1986 | Bélgica       | Lotto Soudal                 |
| Tomasz Marczynski  | 06/03/1984 | Polónia       | Lotto Soudal                 |
| Rémy Mertz         | 17/07/1995 | Bélgica       | Lotto Soudal                 |
| Maxime Monfort     | 14/01/1983 | Bélgica       | Lotto Soudal                 |
| Lawrence Naesen    | 28/08/1992 | Bélgica       | WB Veranclassic Aqua Protect |
| James Shaw         | 13/06/1996 | Reino Unido   | Lotto Soudal                 |
| Marcel Sieberg     | 30/04/1982 | Alemanha      | Lotto Soudal                 |
| Tosh Van Der Sande | 28/11/1990 | Bélgica       | Lotto Soudal                 |
| Jelle Vanendert    | 19/02/1985 | Bélgica       | Lotto Soudal                 |
| Harm Vanhoucke     | 17/06/1997 | Bélgica       | Lotto-Soudal U23             |
| Jelle Wallays      | 11/05/1989 | Bélgica       | Lotto Soudal                 |
| Tim Wellens        | 10/05/1991 | Bélgica       | Lotto Soudal                 |
| Enzo Wouters       | 21/03/1996 | Bélgica       | Lotto Soudal                 |

1. ↑  Desde o 1 de julho.

Stagiaires

Desde o 1 de agosto, os seguintes corredores passaram a fazer parte da equipa como stagiaires (aprendizes à prova).
| Corredor        | Nascimento | Nacionalidade | Equipa 2018      |
| --------------- | ---------- | ------------- | ---------------- |
| Stan Dewulf     | 20/12/1997 | Bélgica       | Lotto-Soudal U23 |
| Gerben Thijssen | 21/06/1998 | Bélgica       | Lotto-Soudal U23 |
| Brent Van Moer  | 12/01/1998 | Bélgica       | Lotto-Soudal U23 |

## 2019
| Nome                  | Nascimento | Nacionalidade | Equipa 2018                 |
| Sander Armée          | 10/12/1985 | Bélgica       | Lotto Soudal                |
| Tiesj Benoot          | 11/03/1994 | Bélgica       | Lotto Soudal                |
| Adam Blythe           | 01/10/1989 | Reino Unido   | Aqua Blue Sport             |
| Rasmus Byriel Iversen | 16/09/1997 | Dinamarca     | Team Giant-Castelli (2017)  |
| Victor Campenaerts    | 28/10/1991 | Bélgica       | Lotto Soudal                |
| Jasper De Buyst       | 24/11/1993 | Bélgica       | Lotto Soudal                |
| Thomas De Gendt       | 06/11/1986 | Bélgica       | Lotto Soudal                |
| Stan Dewulf           | 20/12/1997 | Bélgica       | Lotto Soudal (stagiaire)    |
| Caleb Ewan            | 11/07/1994 | Austrália     | Mitchelton-Scott            |
| Frederik Frison       | 28/07/1992 | Bélgica       | Lotto Soudal                |
| Carl Fredrik Hagen    | 26/09/1991 | Noruega       | Joker Icopal                |
| Adam Hansen           | 11/05/1981 | Austrália     | Lotto Soudal                |
| Jens Keukeleire       | 23/11/1988 | Bélgica       | Lotto Soudal                |
| Roger Kluge           | 05/02/1986 | Alemanha      | Mitchelton-Scott            |
| Bjorg Lambrecht       | 02/04/1997 | Bélgica       | Lotto Soudal                |
| Nikolas Maes          | 09/04/1986 | Bélgica       | Lotto Soudal                |
| Tomasz Marczynski     | 06/03/1984 | Polónia       | Lotto Soudal                |
| Rémy Mertz            | 17/07/1995 | Bélgica       | Lotto Soudal                |
| Maxime Monfort        | 14/01/1983 | Bélgica       | Lotto Soudal                |
| Lawrence Naesen       | 28/08/1992 | Bélgica       | Lotto Soudal                |
| Gerben Thijssen       | 21/06/1998 | Bélgica       | Lotto Soudal (stagiaire)    |
| Tosh Van Der Sande    | 28/11/1990 | Bélgica       | Lotto Soudal                |
| Brian Van Goethem     | 16/04/1991 | Países Baixos | Roompot-Nederlandse Loterij |
| Brent Van Moer        | 12/01/1998 | Bélgica       | Lotto Soudal (stagiaire)    |
| Jelle Vanendert       | 19/02/1985 | Bélgica       | Lotto Soudal                |
| Harm Vanhoucke        | 17/06/1997 | Bélgica       | Lotto Soudal                |
| Jelle Wallays         | 11/05/1989 | Bélgica       | Lotto Soudal                |
| Tim Wellens           | 10/05/1991 | Bélgica       | Lotto Soudal                |
| Enzo Wouters          | 21/03/1996 | Bélgica       | Lotto Soudal                |

1. ↑  Falecido o 5 de agosto.
2. ↑  Desde o 1 de julho.
3. ↑  Desde o 3 de junho.

## 2020
| Nome                  | Nascimento | Nacionalidade | Equipa 2019            |
| Sander Armée          | 10/12/1985 | Bélgica       | Lotto Soudal           |
| Steff Cras            | 13/02/1996 | Bélgica       | Team Katusha-Alpecin   |
| Jasper De Buyst       | 24/11/1993 | Bélgica       | Lotto Soudal           |
| Thomas de Gendt       | 06/11/1986 | Bélgica       | Lotto Soudal           |
| John Degenkolb        | 07/01/1989 | Alemanha      | Trek-Segafredo         |
| Stan Dewulf           | 20/12/1997 | Bélgica       | Lotto Soudal           |
| Jonathan Dibben       | 12/02/1994 | Reino Unido   | Madison Genesis        |
| Caleb Ewan            | 11/07/1994 | Austrália     | Lotto Soudal           |
| Frederik Frison       | 28/07/1992 | Bélgica       | Lotto Soudal           |
| Philippe Gilbert      | 05/07/1982 | Bélgica       | Deceuninck-Quick Step  |
| Kobe Goossens         | 29/04/1996 | Bélgica       | Neo (Lotto Soudal U23) |
| Carl Fredrik Hagen    | 26/09/1991 | Noruega       | Lotto Soudal           |
| Adam Hansen           | 11/05/1981 | Austrália     | Lotto Soudal           |
| Matthew Holmes        | 08/12/1993 | Reino Unido   | Madison Genesis        |
| Rasmus Byriel Iversen | 16/09/1997 | Dinamarca     | Lotto Soudal           |
| Roger Kluge           | 05/02/1986 | Alemanha      | Lotto Soudal           |
| Nikolas Maes          | 09/04/1986 | Bélgica       | Lotto Soudal           |
| Tomasz Marczynski     | 06/03/1984 | Polónia       | Lotto Soudal           |
| Rémy Mertz            | 17/07/1995 | Bélgica       | Lotto Soudal           |
| Stefano Oldani        | 10/01/1998 | Itália        | Kometa Cycling Team    |
| Gerben Thijssen       | 21/06/1998 | Bélgica       | Lotto Soudal           |
| Tosh Van Der Sande    | 28/11/1990 | Bélgica       | Lotto Soudal           |
| Brian van Goethem     | 16/04/1991 | Países Baixos | Lotto Soudal           |
| Brent Van Moer        | 12/01/1998 | Bélgica       | Lotto Soudal           |
| Harm Vanhoucke        | 17/06/1997 | Bélgica       | Lotto Soudal           |
| Florian Vermeersch    | 12/04/1999 | Bélgica       | Neo (Lotto Soudal U23) |
| Jelle Wallays         | 11/05/1989 | Bélgica       | Lotto Soudal           |
| Tim Wellens           | 10/05/1991 | Bélgica       | Lotto Soudal           |

1. ↑  Desde o 1 de junho.